# Transports en commun de l'agglomération clermontoise
Les Transports en commun clermontois (T2C) sont le réseau de transports en commun de Clermont-Ferrand et de sa métropole, opérés par l'établissement public à caractère industriel et commercial T2C (EPIC T2C). Il a succédé, au 1er janvier 2013, à une société d'économie mixte éponyme créée en 1983.
Le réseau est composé d'une ligne de tramway et de 27 lignes régulières de bus. Il est organisé par le Syndicat mixte des transports en commun de l'agglomération clermontoise (SMTC-AC). Outre l'EPIC T2C, il est marginalement exploité par des transporteurs indépendants (Keolis Pays des Volcans, Osicars Auvergne, Fontanon, Cellier-Chevanet, Freedom Evasions, Europ Voyages 03, Nenot & Giron).

## Situation

### Périmètre des transports urbains
Le réseau couvre vingt-six communes, trois intercommunalités dont celles de Clermont Auvergne Métropole, deux communes de Riom Limagne et Volcans et trois communes de Billom Communauté. Ce périmètre correspond à celui des transports urbains (PTU), qui a été créé en 1999 et qui s'est agrandi au fil des années.
Sayat a rejoint le PTU en 2003, suivi par Pont-du-Château et Saint-Genès-Champanelle en 2004, — portant à 22 le nombre de communes membres du PTU —, Saint-Beauzire en 2013 (soit 23 communes), puis Mezel, Dallet et Pérignat-sur-Allier le 1er janvier 2018.
Le ressort territorial du SMTC se composait, en 2021, des vingt-trois communes suivantes :
- Aubière ;
- Aulnat ;
- Beaumont ;
- Blanzat ;
- Cébazat ;
- Le Cendre ;
- Ceyrat ;
- Chamalières ;
- Châteaugay ;
- Clermont-Ferrand ;
- Cournon-d'Auvergne ;
- Durtol ;
- Gerzat ;
- Lempdes ;
- Mur-sur-Allier ;
- Nohanent ;
- Orcines ;
- Pérignat-sur-Allier ;
- Pérignat-lès-Sarliève ;
- Pont-du-Château ;
- Romagnat ;
- Royat ;
- Saint-Genès-Champanelle.

L'augmentation du périmètre des transports urbains nécessite, pour le SMTC, la modification du plan de déplacements urbains approuvé en 2001, pour se conformer à la loi SRU. Dans un avenir proche, le réseau T2C pourrait desservir l'ensemble des communes du Grand Clermont. 
Le 1er janvier 2018, Sayat et Saint-Beauzire, qui ont respectivement intégré le syndicat mixte en 2003 et 2013, l'ont quitté ; ces deux communes appartiennent à la communauté de communes Riom Limagne et Volcans, devenue communauté d'agglomération à cette date, laquelle possède la compétence mobilité, et n'envisage pas d'adhérer au SMTC-AC. Les lignes 32 et 33, dans un souci de continuité de service, sont tout de même maintenues jusqu'au 31 décembre 2018 ; en revanche, l'ensemble des services de transport à la demande sont supprimés sur ces communes dès le 1er janvier,. Concernant la ligne 32, il était envisagé au 1er janvier 2018 de prolonger la ligne 10 à Nohanent. Par suite de l'incapacité du SMTC de mettre en service le prolongement de la ligne 10 à cette date, le SMTC a décidé de maintenir la ligne 32 jusqu'au 31 août 2019, Sayat a demandé s'il pouvait bénéficier de ce prolongement, ce qui a été approuvé par accord de principe. La ligne 32 devrait rester maintenue dans les conditions actuelles jusqu'au 31 août 2019. La ligne 33, quant à elle, devait être supprimée à compter du 1er janvier 2018 mais grâce à la mobilisation des élus de la commune auprès de Riom Limagne et Volcans pour avoir une desserte directe vers le tramway, la ligne reste maintenue jusqu'au 31 août 2019 comme la ligne 32 dans l'attente d'un nouveau service,. Après études techniques de différents scénarios qui conduiraient à une rupture de charge, le SMTC et RLV ont décidé de maintenir les lignes 32 et 33 de façon pérenne pendant trois ans dans les conditions actuelles via une convention de groupement de commande cofinancé par ces deux autorités organisatrices.

### Composition du réseau
En 2023, le réseau T2C est constitué :
- d'une ligne de tramway sur pneumatiques : la ligne A, reliant Les Vergnes à La Pardieu Gare ;
- de deux lignes à haut niveau de service : les lignes B (Stade Marcel-Michelin ↔ Royat — Place Allard) et C (Tamaris ↔ Cournon — Lycée Descartes) ;
- de neuf lignes régulières de bus (3, 4, 5, 7, 8, 9, 10, 12 et 13) ;
- de neuf lignes de rabattement (20 à 28) ;
- de sept lignes périurbaines (31 à 37) ;
- de neuf lignes circulant les dimanches et jours fériés ;
- de trois lignes de soirée ;
- d'une ligne saisonnière (navette Panoramique des Dômes) ;
- d'une ligne de nuit.

## Le SMTC-AC et T2C

### Le SMTC-AC

Logo du SMTC-AC.

Le syndicat mixte des transports en commun de l'agglomération clermontoise (SMTC-AC) est un syndicat mixte fermé (no SIREN : 256300120) créé par un arrêté ministériel du 9 février 1976. Il regroupait, à sa création, treize communes plus le département du Puy-de-Dôme (qui se retire en décembre 2006, retrait effectif par arrêté préfectoral du 16 août 2010). En 2000, son périmètre s'étend à vingt communes plus la communauté d'agglomération Clermont Communauté.
Clermont Auvergne Métropole assure le rôle d'autorité organisatrice des transports en commun sur le périmètre de transports urbains de la métropole (étendu à la commune de Pérignat-sur-Allier et à la commune nouvelle de Mur-sur-Allier).
Le SMTC-AC siège au 2 bis, rue de l'Hermitage, à Clermont-Ferrand. Il est présidé par François Rage, par ailleurs maire de Cournon-d'Auvergne. Le comité syndical se compose de 31 élus titulaires et autant de suppléants, dont six vice-présidents.
Sa compétence historique, l'organisation et l'exploitation des transports en commun sur les 23 communes de son périmètre, s'étend aux nouvelles mobilités (covoiturage, autopartage et vélos en libre-service) depuis un arrêté préfectoral du 6 décembre 2013.
Il comporte 47 salariés et assure l'exploitation du réseau de transports en commun par l'intermédiaire de la société T2C depuis 1983.
Son slogan est : « Votre mobilité a de l'Avenir… ».

### L'entreprise T2C
Les Transports en commun clermontois (T2C) sont la société chargée par le SMTC d'exploiter le réseau de transports en commun de Clermont-Ferrand et de sa métropole. Elle est dirigée par Blandine Galliot et Richard Peyrin en est le directeur général. L'entreprise compte 822 salariés et son siège social se situe au 17, boulevard Robert-Schuman à Clermont-Ferrand.
Elle possède un espace d'information et de vente de titres de transport, l'Espace T2C, situé 35, rue Montlosier, à Clermont-Ferrand.

#### Identité visuelle
Le logo du réseau T2C a évolué deux fois depuis sa création en 1983 : en 1990, pour « évoquer la rigueur et le professionnalisme », et une deuxième fois en mars 2004 dans le cadre de l'arrivée du tramway. La nouvelle identité visuelle a été confiée en octobre 2003 à l'agence de communication lyonnaise BL/LB Communiquez. Le fond est de couleur rouge teinte « fleur de lave »,.

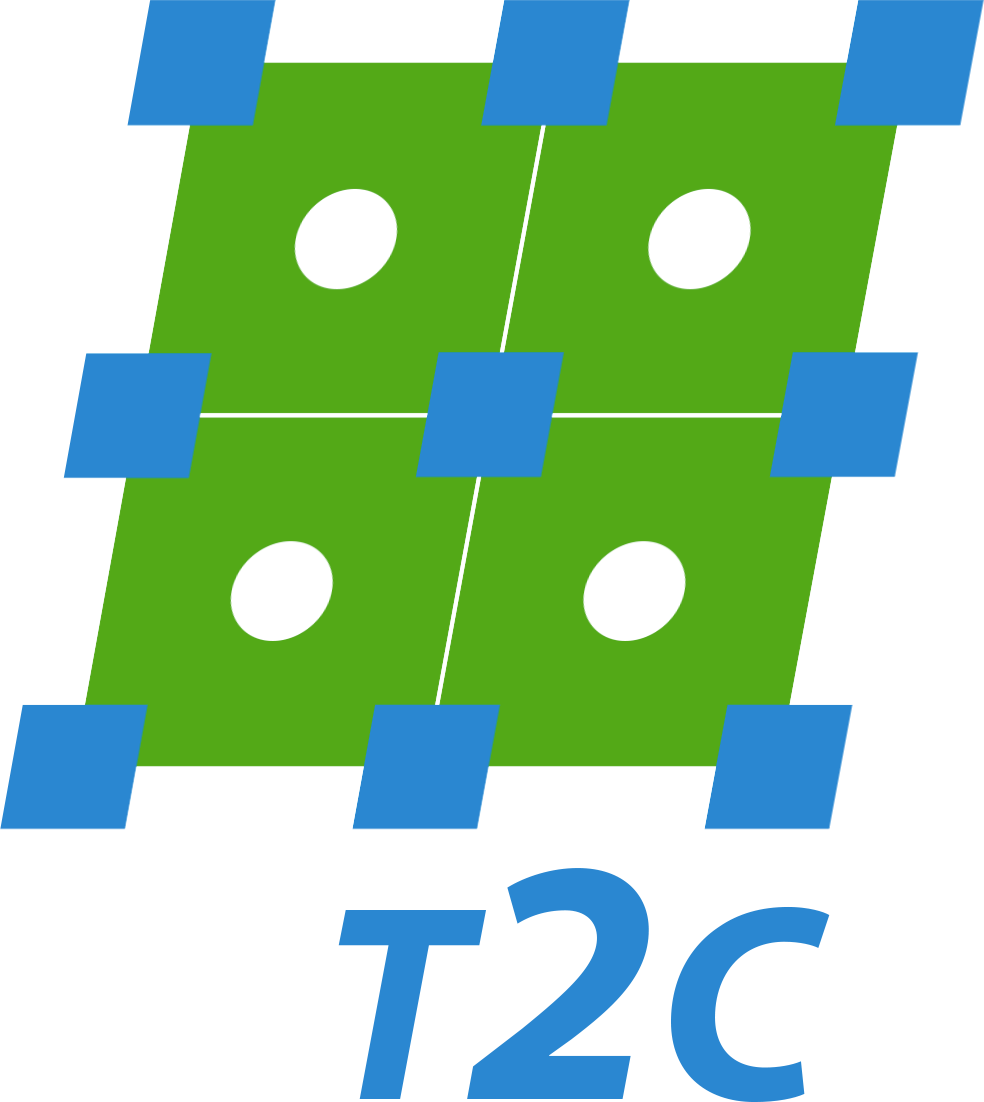
Ancien logo (avant le 1er mars 2004)
Logo actuel (depuis le 1er mars 2004)

#### Slogan
En 2005, le slogan de l'EPIC T2C est : « Vers un nouveau mode de ville », jouant sur la paronymie entre « ville » et le « vie » de l'expression « mode de vie ». En 2014, le slogan évolue pour devenir « Connectons la ville ».

## Histoire du réseau

### Le réseau avant 2006

#### Création du SMTC, puis de T2C
Le syndicat mixte des transports en commun de l'agglomération clermontoise (SMTC-AC) a été créé par un arrêté du ministre de l'Intérieur du 9 février 1976. L'exploitation du réseau est assurée par la société anonyme d'économie mixte T2C depuis 1983, T2C succédant aux TCRC (Transports en commun de la région clermontoise)[réf. nécessaire].
En 1997, une procédure de délégation de service public a été lancée pour la réalisation d'une ligne de tramway sur fer, qui a été abandonnée par la suite au profit d'une ligne sur pneus.

#### Services de 2000 à 2003
Dans le cadre de la modification du plan de déplacements urbains mené le 30 janvier 2001, le SMTC a eu pour objectifs de créer deux lignes structurantes faisant appel à des innovations technologiques, comme le tramway sur pneumatiques pour l'axe nord-sud et Léo 2000 pour l'axe est-ouest, ainsi que l'acquisition de véhicules au gaz naturel pour véhicules : une station de compression est inaugurée début 2002.
Le projet Léo 2000 a été mis en œuvre sur la ligne 14 reliant la place Allard à la gare SNCF en janvier 2001. Cette ligne est exploitée avec les six Irisbus Civis conçus comme un intermédiaire entre le bus et le tramway, en complément de Renault Agora L, permettant une augmentation de l'offre à Chamalières et à Royat (la ligne 16 était donc affectée).
En août 2003, avec l'intensification des travaux liés à la construction de l'infrastructure du tramway, l'« Interligne » a été créée spécifiquement pour maintenir la desserte de la place Gaillard. Cette ligne reliait la place Delille à la place des Salins, au droit de la gare routière, via la place de Jaude (alors en travaux). Elle était assurée avec des midibus de type GX 117 et fonctionnait par fréquences de passage, en fonction des contraintes de circulation.[source secondaire souhaitée]

### Nouvelle identité en 2004 et transition
En mars 2004, le réseau T2C change d'identité et adopte une couleur rouge foncé.
Les travaux de réalisation du tramway engendrent des déviations sur plusieurs lignes, comme la ligne 6 où le terminus de Montferrand est déplacé. Une liaison entre les Gravanches et le musée d'art Roger-Quilliot a également existé.
Le 1er septembre 2004, les communes de Pont-du-Château et Saint-Genès-Champanelle intègrent le périmètre de transport urbain du SMTC, sans changement d'offre de service, mais en bénéficiant de la tarification urbaine.
Le 15 juillet 2005, T2C lance Citadine, un service de proximité fonctionnant dans le centre-ville, sur un circuit allant de la place Delille à l'arrêt Alexandre Varenne, via la place de Jaude et la place de la Victoire. Fonctionnant l'après-midi, du mardi au samedi, avec une navette toutes les 17 minutes, cette ligne, assurée avec des Gruau Microbus, bénéficiait d'une tarification spéciale.[source secondaire souhaitée]

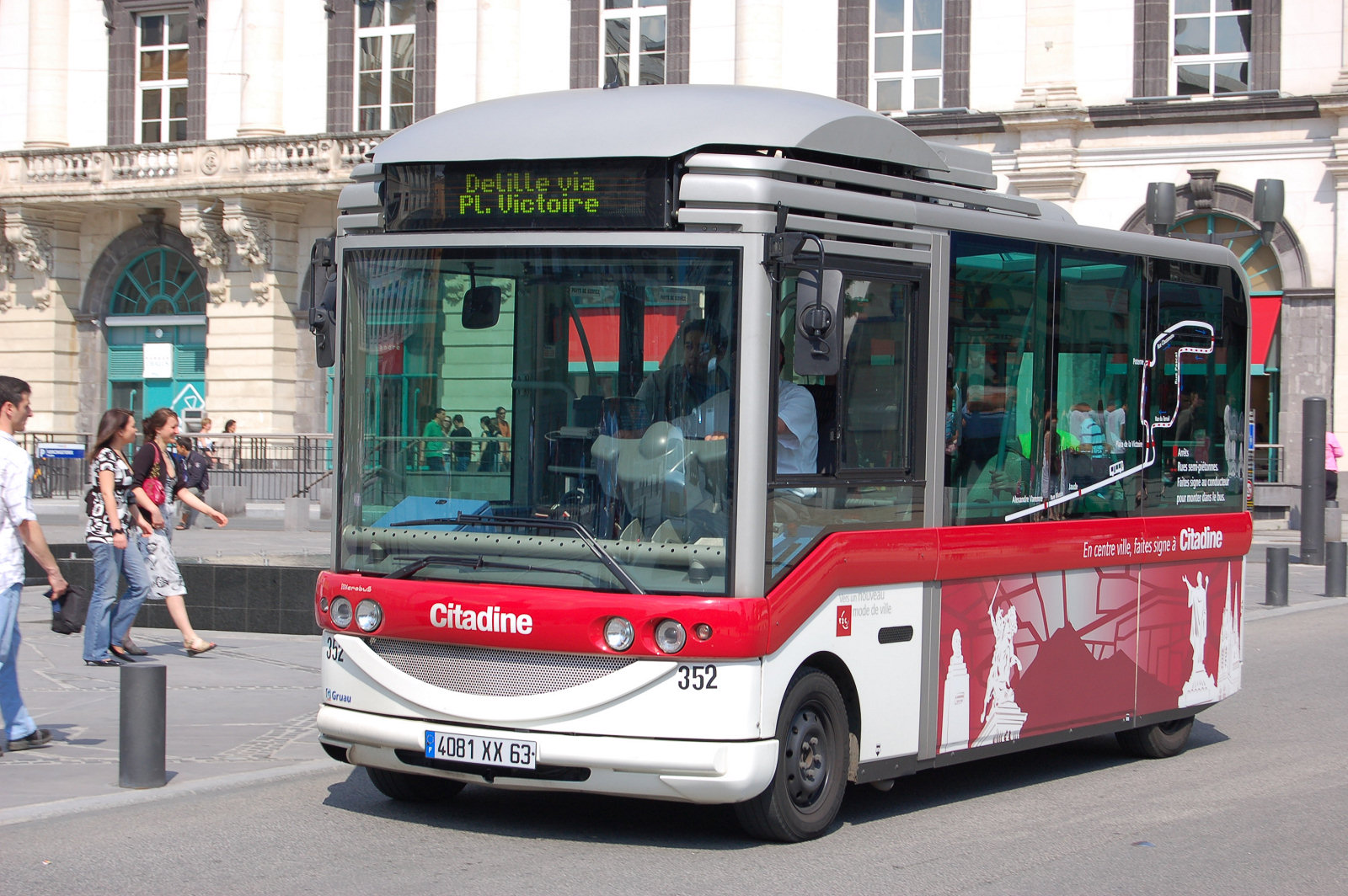
Un Gruau Microbus sur le service Citadine, place de Jaude, en avril 2007.

En 2005, le réseau était composé de dix-neuf lignes, (la comparaison s'effectue avec le réseau au 13 janvier 2014) :
| No    | Parcours | Réseau actuel      |
| ----- | --- | ------------------ |
| 1     | Champratel ↔ Beaumont — Place d'Armes | tram A 8 20 21     |
| 2     | Gare SNCF ↔ Aubière — Place des Ramacles | 3                  |
| 3     | Trémonteix — Charcot ↔ Cournon — Lycée Descartes (Desserte de Cézeaux à certains services)                                                                         | tram A C 9 13 21   |
| 4B    | Gare SNCF (4) ↔ Beaumont — Pont de Boisséjour ↔ Beaumont — Chataîgneraie (à certains services)                                                                     | 4 8                |
| 4C    | Gare SNCF (4) ↔ Ceyrat — Robinson ↔ Ceyrat — Pradeaux (à certains services)                                                                                        | 4                  |
| 6     | Montferrand — Place de la Fontaine ↔ Durtol | C 10 21            |
| 7     | Salins — Gare routière ↔ Ronzières — Tillon | 7                  |
| 8     | Gare SNCF (via Charcot) ↔ Cézeaux | tram A 8           |
| 9     | Gerzat — Champfleuri ↔ Vallières | tram A 8 20 21     |
| 10A   | Aulnat — Saint-Exupéry ↔ Tamaris via Parc SNCF et Herbet | C 10               |
| 10M   | Aulnat — Saint-Exupéry ↔ Durtol / Sayat — Bel'Air (à certains services) via Gare SNCF et Montferrand                                                               | tram A C 10 20 32  |
| 12    | Georges Besse (à certains services) ↔ Brézet ↔ Romagnat — Place François Mitterrand / Romagnat — Place François Mitterrand / Les Sports                            | 9 12               |
| 12C   | Georges Besse (à certains services) ↔ Brézet ↔ Opme (à certains services, + services en minibus entre Opme et La Gazelle)                                          | 27 TAD             |
| 13    | Hauts de Chamalières (à certains services) ↔ Chamalières — Lycée ↔ Quartier Chambon / Pérignat — Bonneval (à certains services) / Z.I. Ribes (à certains services) | 13 21              |
| 14    | 1er Mai ↔ Royat — Place Allard | B                  |
| 15A   | Champratel ↔ Salins — Gare routière via Chanteranne | tram A 3 24        |
| 15B   | Blanzat — Puy de l'Orme ↔ Salins — Gare routière via Catarou (à certaines heures)                                                                                  | tram A 3 24        |
| 16    | Clémentel (à certains services) / Les Vergnes ↔ Royat — Place Allard ↔ Royat — Pépinière                                                                           | tram A B 3 5 21    |
| 17A   | Cébazat — CHR Nord ↔ CHU | tram A 3 8 21      |
| 17B   | Blanzat — Place du Montel ↔ CHU (à certaines heures) | tram A 3 8 24      |
| 71    | (Circulaire) Cébazat — CHR Nord via Mairie de Châteaugay (à certaines heures)                                                                                      | supprimée          |
| 41    | Royat — Place Allard ↔ Ceyrat — Fontimbert via Boisséjour Monument                                                                                                 | 26                 |
| EXP A | Delille — Gare routière ↔ Cournon — Hortensias / Le Cendre — Verger du Caire (à certains services)                                                                 | C 3 21 22 34 35 36 |
| EXP B | Delille — Gare routière ↔ Cournon — Collège via ZI Cournon | C 3 21 22 35 36    |

| No         | Parcours                                                                     | Réseau actuel   |
| ---------- | ---------------------------------------------------------------------------- | --------------- |
| LD         | Liaison directe : Le Prat ↔ Aubière — Place des Ramacles (lignes 2 et 12)    | Navette Le Prat |
| LD         | Liaison directe : Cézeaux Ouest (Lignes 3 et 8) ↔ La Pardieu Gare            | tram A          |
| LD         | Liaison directe : Les Mauvaises ↔ Fradière (Lignes 15B et 17B)               | TAD             |
| Interligne | Delille — Montloisier ↔ Gaillard ↔ Chambre de commerce (à certains services) | tram A 5 32     |

| No | Parcours                                  | Réseau actuel |
| -- | ----------------------------------------- | ------------- |
|    | Gare routière ↔ Lempdes ↔ Pont-du-Château | 35 36         |
|    | Gare routière ↔ Pérignat-lès-Sarliève     | 13 TAD        |
|    | Gare routière ↔ Le Cendre                 | 34            |
|    | Gare routière ↔ Saint-Genès-Champanelle   | TAD           |
|    | Gare routière ↔ Orcines                   | TAD           |
|    | Gare routière ↔ Nohanent ↔ Sayat          | 32 TAD        |
|    | Gare routière ↔ Châteaugay                | 31 TAD        |

| No    | Parcours | Réseau actuel |
| ----- | --- | ------------- |
| 2/17  | Blanzat — Place du montel / Cébazat — CHR Nord ↔ Romagnat — Tocqueville (Remplace les lignes 2, 12 et 17A/B)           | tram A 3 24   |
| 3/8   | Gare SNCF (à certains services) / Charcot — Fontaine du Large ↔ Cournon — Lycée Descartes (Remplace les lignes 3 et 8) | tram A C 4 9  |
| 4     | Gare SNCF ↔ Ceyrat — Robinson (ligne 4/4B/4C raccourcie)                                                               | 4             |
| 6     | Durtol ↔ Jean Moulin (ligne 6 raccourcie et reprenant le 10M à Durtol)                                                 | C 5 9         |
| 10/13 | Royat — Place Allard ↔ Aulnat — Saint-Exupéry (Remplace les lignes 10A et 13)                                          | B 9 20        |
| 14/16 | Royat — Pépinière ↔ Les Vergnes / Gerzat — Champfleuri (Remplace les lignes 9, 14 et 16)                               | tram A B 5 20 |

| No  | Parcours                                                                    | Réseau actuel |
| --- | --------------------------------------------------------------------------- | ------------- |
| BdN | Champratel ↔ Aubière — Place des Ramacles (du lundi au samedi)              | tram A        |
| S2  | (circulaire) Gare SNCF via Aubière — Place des Ramacles (dimanche et fêtes) | tram A        |
| S3  | (circulaire) Gare SNCF ↔ Royat — Pépinière (dimanche et fêtes)              | B             |

### Le réseau T2C et le tramway

#### 2006-2007: premiers bilans
Le réseau a fait le choix d'un tramway sur pneumatiques, présentant des avantages pour la circulation sur forte pente et des inconvénients en cas de conditions climatiques exceptionnelles, notamment la neige. Le tracé, fixé en 2002, est géographiquement éloigné de la gare principale, ce qui aurait permis d'améliorer l'intermodalité selon la CCI de Clermont-Ferrand / Issoire. Le passage du tramway par la gare aurait entraîné un prolongement de deux kilomètres de la ligne au détriment du quartier des Carmes, où se situe l'entreprise Michelin, par ailleurs fournisseur des pneus du tramway, qui aurait fait pression pour que la ligne passe à proximité du siège. La déclaration d'utilité publique a été accordée en décembre 2003.
Après deux années de travaux sur les voiries, le tramway est inauguré le 14 octobre 2006. Sa mise en service, repoussée au 13 novembre 2006 pour des ajustements techniques, a permis d'augmenter la fréquentation sur le réseau et d'attirer une clientèle nouvelle. Le tramway dessert les quartiers de Champratel, Montferrand, la place de Jaude, les universités et le CHU Gabriel-Montpied en attendant son prolongement vers le campus des Cézeaux et le parc technologique de La Pardieu effectif l'année suivante.
Après plusieurs années de mise en œuvre avec l'élaboration d'un réseau type en 2002, l'approbation par le SMTC-AC fin 2003 et la consultation auprès des communes concernées en 2003 et 2004, tout le réseau est remanié le 4 décembre 2006. Il a pour objectif une augmentation de la fréquentation de 30 % sur l'année 2008-2009, reposant sur plusieurs principes, comme le développement de l'offre globale ainsi que l'offre de service des dimanches et jours fériés ou la desserte de nouveaux quartiers comme Saint-Alyre. En outre, une ligne est créée entre le nord et le sud de Clermont-Ferrand en évitant le centre-ville (ligne 21) et une ligne reliant Cournon-d'Auvergne et Le Cendre à la gare du Cendre - Orcet (ligne 28).[source secondaire souhaitée]
Le réseau est alors ordonné et structuré comme suit :
- deux lignes fortes (ligne A du tramway, axe nord-sud, et ligne B de bus, axe est-ouest) ;
- des lignes mixtes permettant des trajets directs et des correspondances avec le tramway ;
- des lignes de rabattement permettant des correspondances avec le tramway (par exemple, des lignes 20 et 21 à la station Musée d'Art Roger-Quilliot, ou de la ligne 22 à CHU Gabriel-Montpied[Note 2]) ;
- des lignes de proximité.

La mise en service du réseau T2C a fait l'objet d'une information au public avant et pendant la mise en place du nouveau réseau. Le réseau a même été gratuit, au titre de découverte, le 10 décembre 2006.
L'offre de la ligne B a progressé avec l'affectation de bus spécifiques (en l'occurrence des Agora L), en dépit d'un réseau cyclable mal développé.

#### Mise à niveau du réseau (2007-2012)
Le succès du tramway nécessite une rame supplémentaire aux heures de pointe. La ligne 6, reliant Durtol à Cournon, a dû faire face à une exploitation en bus sous-capacitaires. Dans l'attente de la mise en service du prolongement de la ligne de tramway jusqu'à la gare de La Pardieu, la ligne 22 était prolongée du lycée Lafayette au CHU Gabriel-Montpied.[source secondaire souhaitée]

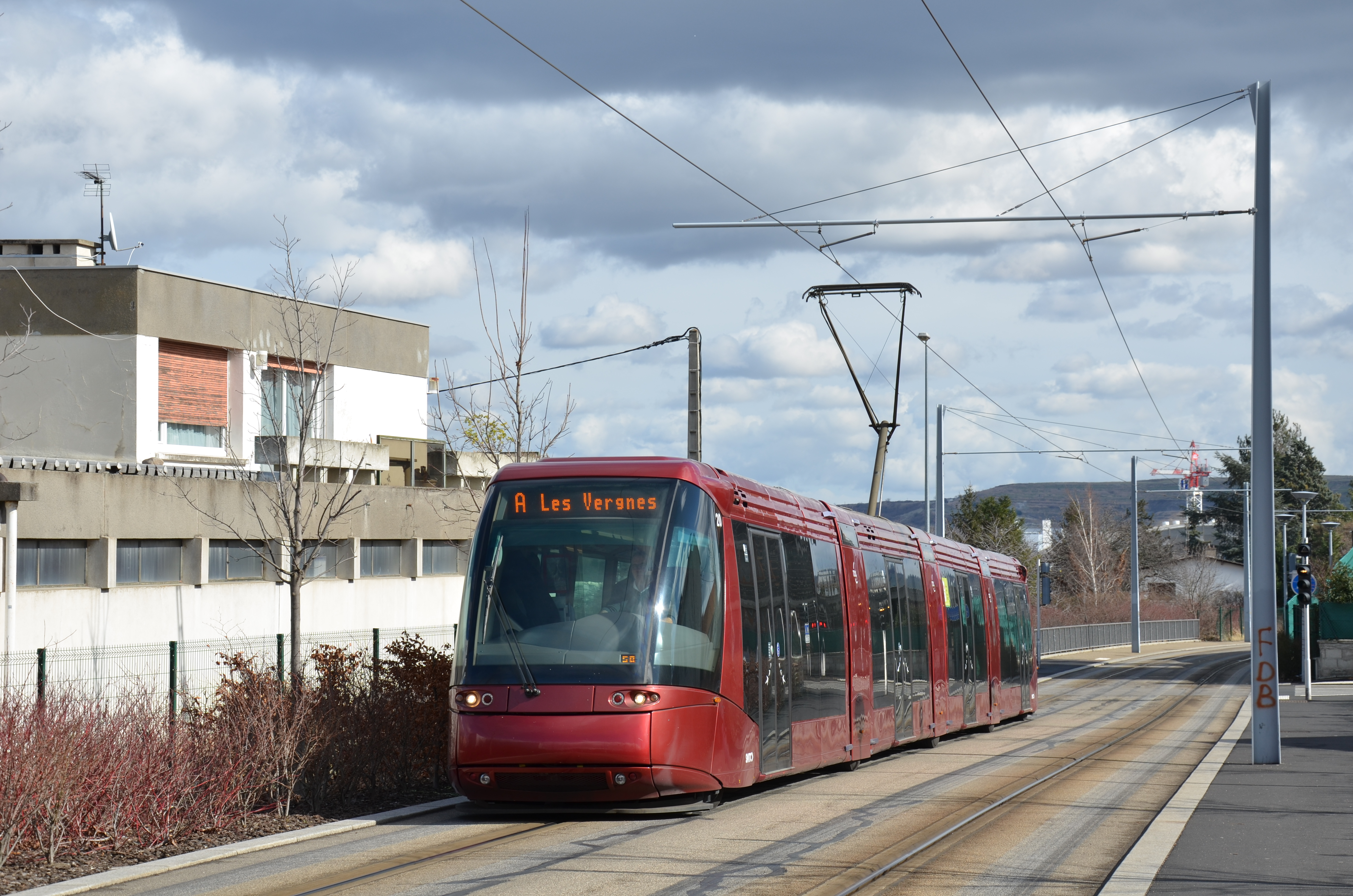
Une rame de tramway approchant de la station Fontaine du Bac, en février 2015.

Le tramway est prolongé le 27 août 2007 du CHU Gabriel-Montpied jusqu'au parc technologique de la Pardieu, permettant une correspondance avec les trains TER Auvergne. Le réseau de bus est adapté à la suite de son prolongement, notamment la ligne 22 qui voit son parcours limité au lycée Lafayette, la ligne 12 prolongée de Romagnat à Aubière ou la ligne 8 desservant la gare centrale.[source secondaire souhaitée]
Depuis le 1er septembre 2007, certaines communes périphériques sont desservies par le transport à la demande : Châteaugay, Nohanent, Orcines, Saint-Genès-Champanelle et Sayat. Certaines communes sont desservies par des lignes régulières dites périurbaines :[source secondaire souhaitée]
- Châteaugay, par la ligne 31 aux heures de pointe ;
- Nohanent et Sayat, par la ligne 32 (la ligne 10 qui les desservait étant alors limitée à Durtol ou Tamaris) ;
- Le Cendre, par la ligne 34 ;
- Lempdes, par la ligne 35 ;
- Pont-du-Château, par la ligne 36.

Les travaux du réaménagement de la rue Anatole-France, à Clermont-Ferrand, ont eu pour conséquence, et pour une durée de deux ans (d'avril 2011 à fin 2013), les déviations des lignes 9, 10, 35 et 36.[source secondaire souhaitée]

#### 2011: entrée contestée de la RATP au capital de la T2C
En juin 2011, la RATP souhaitait entrer dans le capital de la T2C, bien qu'une convention de partenariat existe depuis 2002. Le 28 juin, 28 élus du comité syndical s'étaient prononcés pour l'entrée de la RATP et deux contre ; le 7 juillet, 14 voix pour et 12 contre.
Les salariés de la T2C ont fait grève pour protester contre l'arrivée de la RATP au capital fin août ; en cause, une expertise sur les rames du tramway consécutivement au déraillement d'une rame survenu en janvier,.

#### 2012: desserte de l'aéroport et première ligne exploitée en bus à haut niveau de service
En 2012, le tracé de la ligne 20 est modifié. Cette ligne, jusque-là en tronc commun avec la ligne 10 sur le territoire de la commune d'Aulnat, dessert désormais la halte d'Aulnat et l'aéroport.
À la suite des travaux sur l'avenue Joseph-Claussat à Chamalières, les bus de la ligne 6 étaient déviés et l'itinéraire était alors en tronc commun, entre les arrêts Alexandre Varenne et le carrefour Europe, avec la ligne B.

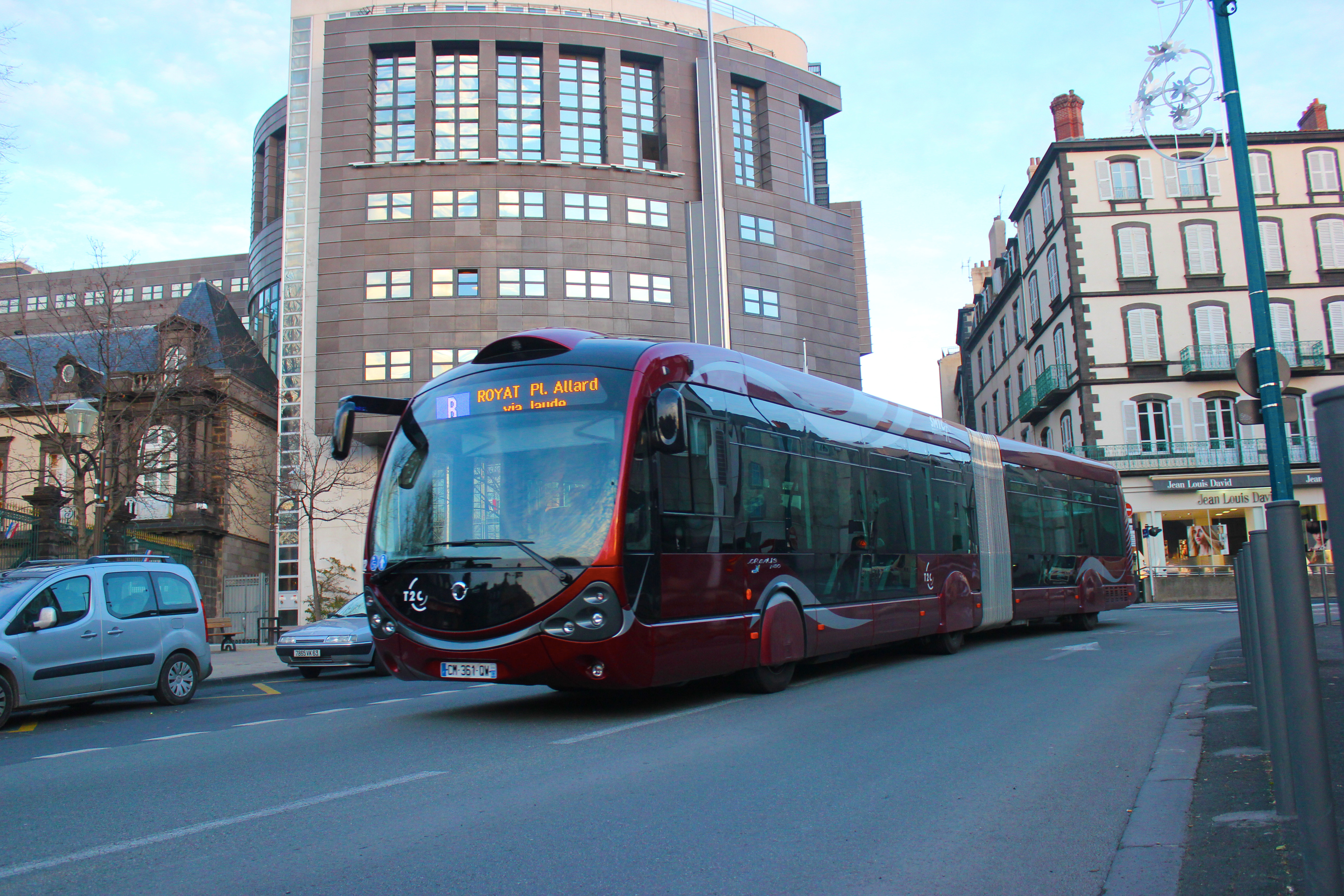
Irisbus Crealis Neo sur la ligne B, descendant le boulevard Desaix, en décembre 2012.

Depuis le 8 décembre 2012, la ligne B est exploitée avec des bus à haut niveau de service (BHNS) Irisbus Crealis Neo, et remplacent les Agora L, qui se retrouvent sur la ligne 6, auparavant assurée en GX 417 ou GX 427.

#### 2013: prolongement du tramway jusqu'aux Vergnes et nouvelle refonte
La ligne de tramway est interrompue dans sa totalité (entre les stations Champratel et La Pardieu Gare) du 8 juillet au 25 août 2013, afin de permettre des travaux de maintenance de la plate-forme, et plus particulièrement sur le pont de Neyrat qui enjambe le boulevard Étienne-Clémentel, qui pose des problèmes d'étanchéité. Le SMTC-AC privilégie l'interruption totale à un service limité par tronçons qui aurait nécessité huit mois de travaux. Ces travaux permettent aussi la connexion au prolongement vers Les Vergnes. Le service de la ligne A est assuré avec des bus de substitution.
Le prolongement de la ligne de tramway de Champratel aux Vergnes (1,7 km) est effectif le 14 décembre 2013 et permet de relier le quartier des Vergnes (10 000 habitants et 1 800 emplois), jusqu'alors relativement isolé, mais aussi la Plaine, au centre-ville.
Consécutivement au prolongement du tramway, le réseau de bus est modifié le 13 janvier 2014, affectant huit des vingt-deux lignes existantes :
- le tracé des lignes 3, 20 et 21 est modifié : pour compenser la limitation de parcours de la ligne 3 au stade Gabriel-Montpied ou à Iliane, une ligne 24 est créée entre Champratel et Blanzat via Cébazat ;
- la ligne 6, reliant Tamaris à Cournon-d'Auvergne par le centre-ville et La Pardieu, devient la ligne C. La desserte de Durtol est récupérée par la ligne 10 (et par la ligne 5 les dimanches et jours fériés) ;
- la ligne 21 récupère les arrêts de la ligne 3 à Cébazat ;
- la ligne 31 est modifiée avec la desserte de l'écoquartier des Trois Fées à Cébazat ;
- la ligne 32 (Gaillard ↔ Sayat) voit sa desserte améliorée ;
- une ligne 33 est créée au départ des Pistes (correspondance avec le tramway) avec l'adhésion de Saint-Beauzire au SMTC-AC[29].

Le 6 août 2014, à la suite de l'ouverture d'un magasin Ikea, une nouvelle ligne est créée au départ du musée d'art Roger-Quilliot (correspondance avec le tramway et la ligne 20, sans impact sur les dessertes de Gerzat et d'Aulnat). Initialement prévu pour passer par le boulevard Louis-Chartoire, le tracé est modifié à la demande de Michelin, qui possède une usine dans le quartier des Gravanches. La ligne fonctionne du lundi au samedi et est assurée avec le matériel roulant circulant sur la ligne 20. Elle porte le numéro 25.
Le 22 août 2016, une nouvelle ligne de bus est créée, au départ du lycée Lafayette, pour desservir le secteur de la Grande Halle d'Auvergne, sur le territoire communal de Cournon-d'Auvergne, à la demande d'entreprises installées dans le secteur de la plaine de Sarliève (800 emplois). La ligne 23, créée d'abord à titre expérimental, circule en heures de pointe, et, au départ de la Grande Halle, permet un trajet en dix minutes jusqu'au lycée Lafayette et quarante minutes jusqu'à Jaude.
Fin août 2017, une ligne 28 est créée, reprenant en partie des services usines.
Enfin, à la suite de l'adhésion des communes de Dallet, Mezel et Pérignat-sur-Allier au SMTC-AC le 1er janvier 2018, une ligne 37 est créée.
En 2016, le réseau compte 284 km de lignes régulières.

### Du projet de la conversion de la ligne B en tramway au projet InspiRe

#### Projet abandonné d'une seconde ligne de tramway
Un projet de transformation de la ligne B en tramway a été évoqué en 2017, pour une mise en service prévue en 2025. Seuls 30 % de la ligne étaient aménagés en site propre, mais il faut composer avec les difficultés techniques liées au relief, notamment la desserte du plateau central, des « incertitudes stratégiques » de la desserte de l'est de Clermont-Ferrand ainsi que Chamalières pour ce projet estimé à 150 millions d'euros.
Olivier Bianchi, président de Clermont Auvergne Métropole, annonce, 8 juin 2018 en conseil métropolitain, la transformation des lignes B et C en lignes à haut niveau de service, en site propre, avec des bus électriques (sur le modèle du Busway de Nantes). La nécessité de desservir la gare principale de Clermont-Ferrand était évidente, d'autant plus que la ligne B, qui se termine au stade Marcel-Michelin, devrait être prolongée au Brézet et à l'aéroport d'Aulnat. Quant à la ligne C, elle devrait également desservir la Grande Halle d'Auvergne. Le coût de ce chantier est estimé, selon le président de la métropole, à 240 millions d'euros (contre 180 millions pour la seule transformation de la ligne B en tramway).
En 2016, une ligne D, assurée en bus à haut niveau de service, avait également été projetée.

#### Projet InspiRe
Le projet InspiRe, dont le nom a été choisi à la fin de l'année 2020 en conseil métropolitain, a pour objectif la transformation des lignes B et C en lignes à haut niveau de service assurées avec des bus électriques, la promotion des mobilités douces, la création de nouveaux aménagements cyclables ainsi que la restructuration du réseau qui devrait permettre à chaque habitant de la métropole d'être à trente minutes des services essentiels. D'un montant de 324 millions d'euros, sa mise en service est prévue en 2026.
Le projet a fait l'objet d'une concertation publique entre le 11 janvier et le 31 mars 2021, même si certains riverains, notamment ceux de Chamalières, ont exprimé une réticence. L'enquête publique s'est tenue du 30 mai au 4 juillet 2022 ; l'utilité publique est déclarée le 19 octobre 2022.
Début février 2024, le nouveau réseau est dévoilé après 83 réunions et cinq variantes présentées : le futur réseau comprendra 27 lignes avec quatre niveaux de service :
1. un réseau structurant, composé de la ligne de tramway et des lignes exploitées en bus à haut niveau de service B (Aulnat ↔ Royat) et C (Durtol ↔ Cournon-d'Auvergne via la Grande Halle d'Auvergne et le Zénith) circulant de 5 h à 1 h avec une fréquence de six à huit minutes ;
2. sept lignes desservant les secteurs les plus peuplés, fonctionnant de 6 h à 21 h 30 avec une fréquence maximale de quinze minutes en heure de pointe ;
3. six lignes de liaison, reliant la majorité des lignes de l'agglomération et fonctionnant du lundi au samedi de 7 h à 20 h 30 ;
4. onze lignes de proximité desservant les sites les plus éloignés en évitant le centre de Clermont-Ferrand, fonctionnant du lundi au vendredi.

Le réseau est complété par un service de transport sur réservation (TSR, nouveau nom du transport à la demande), avec un service expérimental de soirée fonctionnant de Clermont-Ferrand à une commune périphérique lorsque le service des lignes régulières est terminé.

## Réseau actuel

### Les lignes du réseau
- Dernières modifications du réseau : 28 août 2023.
- Les origines, destinations, dessertes et amplitudes sont issues du guide horaires T2C édité chaque saison.

#### Ligne de tramway
Il existe une seule ligne de tramway qui circule sur les communes de Clermont-Ferrand et Aubière en suivant un axe Nord-Sud. À elle seule, la ligne assure près de 50 % du trafic. Véritable épine dorsale du réseau, le tramway clermontois arpente la capitale auvergnate sur près de 14 km. Inaugurée le 14 octobre 2006 et entrée en service le 13 novembre 2006, celle-ci a déjà connu une extension en septembre 2007, ainsi qu'entre 2011 et 2013 (prolongement de la ligne au nord de 1,7 km jusqu'au quartier des Vergnes).
| Ligne | Caractéristiques | Caractéristiques              | Caractéristiques              | Caractéristiques              | Caractéristiques              | Caractéristiques                              | Caractéristiques                         | Caractéristiques              | Caractéristiques                |
| A     | Les Vergnes ⥋ La Pardieu Gare | Les Vergnes ⥋ La Pardieu Gare | Les Vergnes ⥋ La Pardieu Gare | Les Vergnes ⥋ La Pardieu Gare | Les Vergnes ⥋ La Pardieu Gare | Les Vergnes ⥋ La Pardieu Gare                 | Les Vergnes ⥋ La Pardieu Gare            | Les Vergnes ⥋ La Pardieu Gare | Les Vergnes ⥋ La Pardieu Gare   |
| ----- | --- | ----------------------------- | ----------------------------- | ----------------------------- | ----------------------------- | --------------------------------------------- | ---------------------------------------- | ----------------------------- | ------------------------------- |
| A     | Ouverture / Fermeture 13 novembre 2006 / — | Longueur 15,7 km              | Durée 53 min                  | Nb. d’arrêts 34               | Matériel Translohr STE 4      | Jours de fonctionnement L, Ma, Me, J, V, S, D | Jour / Soir / Nuit / Fêtes O / O / O / O | Voy. / an —                   | Dépôt/Exploitant Champratel/T2C |
| A     | Desserte : Clermont-Ferrand (Les Vergnes, Champratel, Croix de Neyrat, Les Pistes, Musée d'Art Roger-Quilliot, 1er Mai, Delille Montlosier, Gaillard, Jaude, Maison de la Culture, CHU G.-Montpied) et Aubière (Cézeaux Pellez, Campus, La Pardieu Gare) |                               |                               |                               |                               |                                               |                                          |                               |                                 |
| A     | Autre : Fonctionne du lundi au vendredi de 4 h 22 à 0 h 42 et les dimanches et jours fériés de 4 h 32 à 0 h 32. |                               |                               |                               |                               |                                               |                                          |                               |                                 |
| A     | Dernière actualisation : — |                               |                               |                               |                               |                                               |                                          |                               |                                 |

#### Lignes de bus à haut niveau de service (BHNS)
Ces lignes résultant de la conversion de lignes d'autobus classiques en lignes de bus à haut niveau de service (haute fréquence de passage et grande amplitude horaire) ont été conçues pour desservir l'axe Est-Ouest de la métropole, en complément de l'axe Nord-Sud parcouru par le tramway.
| Ligne | Caractéristiques | Caractéristiques                             | Caractéristiques                             | Caractéristiques                             | Caractéristiques                                 | Caractéristiques                              | Caractéristiques                             | Caractéristiques                             | Caractéristiques                             |
| B     | Royat — Place Allard ⥋ Stade Marcel Michelin | Royat — Place Allard ⥋ Stade Marcel Michelin | Royat — Place Allard ⥋ Stade Marcel Michelin | Royat — Place Allard ⥋ Stade Marcel Michelin | Royat — Place Allard ⥋ Stade Marcel Michelin     | Royat — Place Allard ⥋ Stade Marcel Michelin  | Royat — Place Allard ⥋ Stade Marcel Michelin | Royat — Place Allard ⥋ Stade Marcel Michelin | Royat — Place Allard ⥋ Stade Marcel Michelin |
| ----- | --- | -------------------------------------------- | -------------------------------------------- | -------------------------------------------- | ------------------------------------------------ | --------------------------------------------- | -------------------------------------------- | -------------------------------------------- | -------------------------------------------- |
| B     | Ouverture / Fermeture 4 décembre 2006 / — | Longueur 8 km                                | Durée 27 min                                 | Nb. d’arrêts 16                              | Matériel Crealis Neo 18 GX 427                   | Jours de fonctionnement L, Ma, Me, J, V, S, D | Jour / Soir / Nuit / Fêtes O / O / N / O     | Voy. / an ~ 2 millions                       | Dépôt/Exploitant Champratel/T2C              |
| B     | Desserte : Royat (Place Allard), Chamalières (Centre commercial Europe, Mairie) et Clermont-Ferrand (Maison de la Culture, Delille, Gare SNCF, Stade Marcel-Michelin)                                                                                   |                                              |                                              |                                              |                                                  |                                               |                                              |                                              |                                              |
| B     | Autre : Fonctionne de 5 h 25 à 23 h 11 |                                              |                                              |                                              |                                                  |                                               |                                              |                                              |                                              |
| B     | Dernière actualisation : — |                                              |                                              |                                              |                                                  |                                               |                                              |                                              |                                              |
| C     | Tamaris ⥋ Cournon — Lycée Descartes | Tamaris ⥋ Cournon — Lycée Descartes          | Tamaris ⥋ Cournon — Lycée Descartes          | Tamaris ⥋ Cournon — Lycée Descartes          | Tamaris ⥋ Cournon — Lycée Descartes              | Tamaris ⥋ Cournon — Lycée Descartes           | Tamaris ⥋ Cournon — Lycée Descartes          | Tamaris ⥋ Cournon — Lycée Descartes          | Tamaris ⥋ Cournon — Lycée Descartes          |
| C     | Ouverture / Fermeture 13 janvier 2014 / — | Longueur 20 km                               | Durée 55 min                                 | Nb. d’arrêts 45                              | Matériel Crealis Neo 18 GX437 BHNS GX 437 GX 427 | Jours de fonctionnement L, Ma, Me, J, V, S, D | Jour / Soir / Nuit / Fêtes O / O / N / O     | Voy. / an ~ 2 millions                       | Dépôt/Exploitant La Pardieu/T2C              |
| C     | Desserte : Clermont-Ferrand (Tamaris, immeubles Galaxie, Maison de la Culture, Delille, gare SNCF de la Pardieu, zone commerciale de la Pardieu) et Cournon-d'Auvergne (Pointe de Cournon, Place Joseph-Gardet, Dômes, Plaine de Jeux, Lycée Descartes) |                                              |                                              |                                              |                                                  |                                               |                                              |                                              |                                              |
| C     | Autre : Fonctionne de 5 h 6 à 23 h 44 |                                              |                                              |                                              |                                                  |                                               |                                              |                                              |                                              |
| C     | Dernière actualisation : — |                                              |                                              |                                              |                                                  |                                               |                                              |                                              |                                              |

#### Lignes régulières
| Ligne | Caractéristiques | Caractéristiques                                                                             | Caractéristiques                                                                             | Caractéristiques                                                                             | Caractéristiques                                                                             | Caractéristiques                                                                             | Caractéristiques                                                                             | Caractéristiques                                                                             | Caractéristiques                                                                             |
| 3     | Stade G. Montpied / Les Vignes / Iliane ⥋ Aubière — Place des Ramacles / Romagnat — Gergovia | Stade G. Montpied / Les Vignes / Iliane ⥋ Aubière — Place des Ramacles / Romagnat — Gergovia | Stade G. Montpied / Les Vignes / Iliane ⥋ Aubière — Place des Ramacles / Romagnat — Gergovia | Stade G. Montpied / Les Vignes / Iliane ⥋ Aubière — Place des Ramacles / Romagnat — Gergovia | Stade G. Montpied / Les Vignes / Iliane ⥋ Aubière — Place des Ramacles / Romagnat — Gergovia | Stade G. Montpied / Les Vignes / Iliane ⥋ Aubière — Place des Ramacles / Romagnat — Gergovia | Stade G. Montpied / Les Vignes / Iliane ⥋ Aubière — Place des Ramacles / Romagnat — Gergovia | Stade G. Montpied / Les Vignes / Iliane ⥋ Aubière — Place des Ramacles / Romagnat — Gergovia | Stade G. Montpied / Les Vignes / Iliane ⥋ Aubière — Place des Ramacles / Romagnat — Gergovia |
| ----- | --- | -------------------------------------------------------------------------------------------- | -------------------------------------------------------------------------------------------- | -------------------------------------------------------------------------------------------- | -------------------------------------------------------------------------------------------- | -------------------------------------------------------------------------------------------- | -------------------------------------------------------------------------------------------- | -------------------------------------------------------------------------------------------- | -------------------------------------------------------------------------------------------- |
| 3     | Ouverture / Fermeture 4 décembre 2006 / — | Longueur —                                                                                   | Durée 56 min                                                                                 | Nb. d’arrêts 50 / 53                                                                         | Matériel GX 327 GX 337 GX 427                                                                | Jours de fonctionnement L, Ma, Me, J, V, S, D                                                | Jour / Soir / Nuit / Fêtes O / O / N / O                                                     | Voy. / an —                                                                                  | Dépôt/Exploitant Champratel/T2C                                                              |
| 3     | Desserte : Clermont-Ferrand (Stade G. Montpied, Neyrat, Champratel, Les Vergnes, Les Vignes, Cataroux, 1er Mai, Gare SNCF, Delille Salford, Cours Sablon, Cote Blatin, Puget), Aubière (Place des Ramacles, Prat) et Romagnat (La Gazelle (desserte du lycée professionnel), Pérouses, Place François-Mitterrand) |                                                                                              |                                                                                              |                                                                                              |                                                                                              |                                                                                              |                                                                                              |                                                                                              |                                                                                              |
| 3     | Autre : - Fonctionne de 5 h 23 à 21 h 37. - Depuis le 14 décembre 2013, un terminus partiel est créé aux Vignes ; la ligne 3 est limitée au stade Gabriel-Montpied (du lundi au samedi uniquement). La desserte de Cébazat est reprise par la ligne 21 et celle de Blanzat par la ligne 24 (13 janvier 2014). - Les dimanches et jours fériés, la ligne est limitée aux Vignes et fonctionne de 5h31 à 23h50 (le dernier départ de la soirée effectue son terminus au 1er mai). |                                                                                              |                                                                                              |                                                                                              |                                                                                              |                                                                                              |                                                                                              |                                                                                              |                                                                                              |
| 3     | Dernière actualisation : — |                                                                                              |                                                                                              |                                                                                              |                                                                                              |                                                                                              |                                                                                              |                                                                                              |                                                                                              |
| 4     | Trémonteix Charcot ⥋ Beaumont — Pont de Boisséjour / Ceyrat — Pradeaux | Trémonteix Charcot ⥋ Beaumont — Pont de Boisséjour / Ceyrat — Pradeaux                       | Trémonteix Charcot ⥋ Beaumont — Pont de Boisséjour / Ceyrat — Pradeaux                       | Trémonteix Charcot ⥋ Beaumont — Pont de Boisséjour / Ceyrat — Pradeaux                       | Trémonteix Charcot ⥋ Beaumont — Pont de Boisséjour / Ceyrat — Pradeaux                       | Trémonteix Charcot ⥋ Beaumont — Pont de Boisséjour / Ceyrat — Pradeaux                       | Trémonteix Charcot ⥋ Beaumont — Pont de Boisséjour / Ceyrat — Pradeaux                       | Trémonteix Charcot ⥋ Beaumont — Pont de Boisséjour / Ceyrat — Pradeaux                       | Trémonteix Charcot ⥋ Beaumont — Pont de Boisséjour / Ceyrat — Pradeaux                       |
| 4     | Ouverture / Fermeture 4 décembre 2006 / — | Longueur —                                                                                   | Durée 51 min                                                                                 | Nb. d’arrêts 50                                                                              | Matériel GX 327 GX 427 GX 437 MAN Lion's City                                                | Jours de fonctionnement L, Ma, Me, J, V, S, D                                                | Jour / Soir / Nuit / Fêtes O / N / N / O                                                     | Voy. / an —                                                                                  | Dépôt/Exploitant La Pardieu/T2C                                                              |
| 4     | Desserte : Clermont-Ferrand (quartier de Trémonteix, Cataroux, 1er Mai, gare SNCF, Delille Salford, Maison de la Culture, stade nautique Pierre-de-Coubertin, quartier de Vallières), Beaumont (mairie, pont de Boisséjour) et Ceyrat (quartier de Boisséjour, centre-ville, Robinson et Pradeaux) |                                                                                              |                                                                                              |                                                                                              |                                                                                              |                                                                                              |                                                                                              |                                                                                              |                                                                                              |
| 4     | Autre : Fonctionne de 5 h 23 à 21 h 46. |                                                                                              |                                                                                              |                                                                                              |                                                                                              |                                                                                              |                                                                                              |                                                                                              |                                                                                              |
| 4     | Dernière actualisation : — |                                                                                              |                                                                                              |                                                                                              |                                                                                              |                                                                                              |                                                                                              |                                                                                              |                                                                                              |
| 5     | Gaillard ⥋ Royat — Pépinière | Gaillard ⥋ Royat — Pépinière                                                                 | Gaillard ⥋ Royat — Pépinière                                                                 | Gaillard ⥋ Royat — Pépinière                                                                 | Gaillard ⥋ Royat — Pépinière                                                                 | Gaillard ⥋ Royat — Pépinière                                                                 | Gaillard ⥋ Royat — Pépinière                                                                 | Gaillard ⥋ Royat — Pépinière                                                                 | Gaillard ⥋ Royat — Pépinière                                                                 |
| 5     | Ouverture / Fermeture 4 décembre 2006 / — | Longueur —                                                                                   | Durée 20 min                                                                                 | Nb. d’arrêts 20                                                                              | Matériel GX 137                                                                              | Jours de fonctionnement L, Ma, Me, J, V, S, D                                                | Jour / Soir / Nuit / Fêtes O / N / N / O                                                     | Voy. / an —                                                                                  | Dépôt/Exploitant La Pardieu/T2C                                                              |
| 5     | Desserte : Clermont-Ferrand (quartiers de Fontgiève et Galaxie), Chamalières (ESPE (ex-IUFM), Mairie, Carrefour Europe et Royat (Place Allard, centre-ville, Pépinière) |                                                                                              |                                                                                              |                                                                                              |                                                                                              |                                                                                              |                                                                                              |                                                                                              |                                                                                              |
| 5     | Autre : - Les dimanches et jours fériés, la ligne 5 est prolongée à Durtol pour assurer la desserte dominicale inédite de la commune en remplacement de la ligne 10, depuis le 19 janvier 2014. - Fonctionne de 6 h 18 à 21 h 5 en semaine. |                                                                                              |                                                                                              |                                                                                              |                                                                                              |                                                                                              |                                                                                              |                                                                                              |                                                                                              |
| 5     | Dernière actualisation : — |                                                                                              |                                                                                              |                                                                                              |                                                                                              |                                                                                              |                                                                                              |                                                                                              |                                                                                              |
| 7     | Les Côtes / Maison des Sports ⥋ Tillon | Les Côtes / Maison des Sports ⥋ Tillon                                                       | Les Côtes / Maison des Sports ⥋ Tillon                                                       | Les Côtes / Maison des Sports ⥋ Tillon                                                       | Les Côtes / Maison des Sports ⥋ Tillon                                                       | Les Côtes / Maison des Sports ⥋ Tillon                                                       | Les Côtes / Maison des Sports ⥋ Tillon                                                       | Les Côtes / Maison des Sports ⥋ Tillon                                                       | Les Côtes / Maison des Sports ⥋ Tillon                                                       |
| 7     | Ouverture / Fermeture 4 décembre 2006 / — | Longueur —                                                                                   | Durée 25 min                                                                                 | Nb. d’arrêts 20                                                                              | Matériel GX 137                                                                              | Jours de fonctionnement L, Ma, Me, J, V                                                      | Jour / Soir / Nuit / Fêtes O / N / N / N                                                     | Voy. / an —                                                                                  | Dépôt/Exploitant La Pardieu/T2C                                                              |
| 7     | Desserte : Clermont-Ferrand (Maison des Sports, Lycée Sidoine-Apollinaire, quartier de la Pradelle) |                                                                                              |                                                                                              |                                                                                              |                                                                                              |                                                                                              |                                                                                              |                                                                                              |                                                                                              |
| 7     | Autre : Fonctionne de 7 h 23 à 18 h 52. |                                                                                              |                                                                                              |                                                                                              |                                                                                              |                                                                                              |                                                                                              |                                                                                              |                                                                                              |
| 7     | Dernière actualisation : — |                                                                                              |                                                                                              |                                                                                              |                                                                                              |                                                                                              |                                                                                              |                                                                                              |                                                                                              |
| 8     | Matussat — Châtaigneraie / Beaumont — Place d'Armes ⥋ Maison de la Culture / Vallières | Matussat — Châtaigneraie / Beaumont — Place d'Armes ⥋ Maison de la Culture / Vallières       | Matussat — Châtaigneraie / Beaumont — Place d'Armes ⥋ Maison de la Culture / Vallières       | Matussat — Châtaigneraie / Beaumont — Place d'Armes ⥋ Maison de la Culture / Vallières       | Matussat — Châtaigneraie / Beaumont — Place d'Armes ⥋ Maison de la Culture / Vallières       | Matussat — Châtaigneraie / Beaumont — Place d'Armes ⥋ Maison de la Culture / Vallières       | Matussat — Châtaigneraie / Beaumont — Place d'Armes ⥋ Maison de la Culture / Vallières       | Matussat — Châtaigneraie / Beaumont — Place d'Armes ⥋ Maison de la Culture / Vallières       | Matussat — Châtaigneraie / Beaumont — Place d'Armes ⥋ Maison de la Culture / Vallières       |
| 8     | Ouverture / Fermeture 4 décembre 2006 / — | Longueur —                                                                                   | Durée 27 min                                                                                 | Nb. d’arrêts 40                                                                              | Matériel GX 327 MAN Lion's City                                                              | Jours de fonctionnement L, Ma, Me, J, V, S                                                   | Jour / Soir / Nuit / Fêtes O / N / N / N                                                     | Voy. / an —                                                                                  | Dépôt/Exploitant La Pardieu/T2C                                                              |
| 8     | Desserte : Beaumont (clinique de la Châtaigneraie, mairie, place d'Armes, collège Molière) et Clermont-Ferrand (CHU Gabriel-Montpied, quartier saint-Jacques, gare SNCF, Delille, Maison de la Culture, quartier des Salins et de Vallières) |                                                                                              |                                                                                              |                                                                                              |                                                                                              |                                                                                              |                                                                                              |                                                                                              |                                                                                              |
| 8     | Autre : Fonctionne de 5 h 36 à 20 h 43. |                                                                                              |                                                                                              |                                                                                              |                                                                                              |                                                                                              |                                                                                              |                                                                                              |                                                                                              |
| 8     | Dernière actualisation : — |                                                                                              |                                                                                              |                                                                                              |                                                                                              |                                                                                              |                                                                                              |                                                                                              |                                                                                              |
| 9     | Trémonteix Eychart ⥋ Jean Moulin / Brézet / Georges Besse | Trémonteix Eychart ⥋ Jean Moulin / Brézet / Georges Besse                                    | Trémonteix Eychart ⥋ Jean Moulin / Brézet / Georges Besse                                    | Trémonteix Eychart ⥋ Jean Moulin / Brézet / Georges Besse                                    | Trémonteix Eychart ⥋ Jean Moulin / Brézet / Georges Besse                                    | Trémonteix Eychart ⥋ Jean Moulin / Brézet / Georges Besse                                    | Trémonteix Eychart ⥋ Jean Moulin / Brézet / Georges Besse                                    | Trémonteix Eychart ⥋ Jean Moulin / Brézet / Georges Besse                                    | Trémonteix Eychart ⥋ Jean Moulin / Brézet / Georges Besse                                    |
| 9     | Ouverture / Fermeture 4 décembre 2006 / — | Longueur —                                                                                   | Durée 41 min                                                                                 | Nb. d’arrêts 31                                                                              | Matériel GX 327 MAN Lion's City                                                              | Jours de fonctionnement L, Ma, Me, J, V, S, D                                                | Jour / Soir / Nuit / Fêtes O / N / N / O                                                     | Voy. / an —                                                                                  | Dépôt/Exploitant La Pardieu/T2C                                                              |
| 9     | Desserte : Clermont-Ferrand (quartiers de Trémonteix, de la Glacière, de Fontgiève, Galaxie, Maison de la Culture, Delille, Cartoucherie, Jean Moulin, zone industrielle du Brézet) |                                                                                              |                                                                                              |                                                                                              |                                                                                              |                                                                                              |                                                                                              |                                                                                              |                                                                                              |
| 9     | Autre : - Fonctionne de 5 h 25 à 21 h 27 en semaine. - Les dimanches et jours fériés, le terminus de la ligne 9 est déplacé à Centre Routier (trois courses sont terminus La Pardieu Gare via Crouël). |                                                                                              |                                                                                              |                                                                                              |                                                                                              |                                                                                              |                                                                                              |                                                                                              |                                                                                              |
| 9     | Dernière actualisation : — |                                                                                              |                                                                                              |                                                                                              |                                                                                              |                                                                                              |                                                                                              |                                                                                              |                                                                                              |
| 10    | Durtol ⥋ Aulnat — Saint-Exupéry | Durtol ⥋ Aulnat — Saint-Exupéry                                                              | Durtol ⥋ Aulnat — Saint-Exupéry                                                              | Durtol ⥋ Aulnat — Saint-Exupéry                                                              | Durtol ⥋ Aulnat — Saint-Exupéry                                                              | Durtol ⥋ Aulnat — Saint-Exupéry                                                              | Durtol ⥋ Aulnat — Saint-Exupéry                                                              | Durtol ⥋ Aulnat — Saint-Exupéry                                                              | Durtol ⥋ Aulnat — Saint-Exupéry                                                              |
| 10    | Ouverture / Fermeture 4 décembre 2006 / — | Longueur —                                                                                   | Durée 47 min                                                                                 | Nb. d’arrêts 44                                                                              | Matériel GX 327 MAN Lion's City                                                              | Jours de fonctionnement L, Ma, Me, J, V, S                                                   | Jour / Soir / Nuit / Fêtes O / N / N / N                                                     | Voy. / an —                                                                                  | Dépôt/Exploitant La Pardieu/T2C                                                              |
| 10    | Desserte : Durtol (centre-ville), Clermont-Ferrand (Tamaris, quartier Galaxie, Maison de la Culture, Delille, parc SNCF, Centre Routier, zone industrielle du Brézet) et Aulnat (mairie, Saint-Exupéry) |                                                                                              |                                                                                              |                                                                                              |                                                                                              |                                                                                              |                                                                                              |                                                                                              |                                                                                              |
| 10    | Autre : Fonctionne de 5 h 45 à 21 h 4. Les services partiels à Tamaris sont supprimés depuis le 13 janvier 2014. |                                                                                              |                                                                                              |                                                                                              |                                                                                              |                                                                                              |                                                                                              |                                                                                              |                                                                                              |
| 10    | Dernière actualisation : — |                                                                                              |                                                                                              |                                                                                              |                                                                                              |                                                                                              |                                                                                              |                                                                                              |                                                                                              |
| 12    | Delille Montlosier ⥋ Quartier Chambon | Delille Montlosier ⥋ Quartier Chambon                                                        | Delille Montlosier ⥋ Quartier Chambon                                                        | Delille Montlosier ⥋ Quartier Chambon                                                        | Delille Montlosier ⥋ Quartier Chambon                                                        | Delille Montlosier ⥋ Quartier Chambon                                                        | Delille Montlosier ⥋ Quartier Chambon                                                        | Delille Montlosier ⥋ Quartier Chambon                                                        | Delille Montlosier ⥋ Quartier Chambon                                                        |
| 12    | Ouverture / Fermeture 4 décembre 2006 / — | Longueur —                                                                                   | Durée 31 min                                                                                 | Nb. d’arrêts 37                                                                              | Matériel GX 327 MAN Lion's City                                                              | Jours de fonctionnement L, Ma, Me, J, V, S                                                   | Jour / Soir / Nuit / Fêtes O / N / N / N                                                     | Voy. / an —                                                                                  | Dépôt/Exploitant La Pardieu/T2C                                                              |
| 12    | Desserte : Clermont-Ferrand (Delille, Cité universitaire Dolet), Beaumont, (Croix Neuve, place d'Armes, Pourliat), Romagnat (zone d'activités de l'Artière, Tocqueville, place François-Mitterrand, Pérouses, La Gazelle (lycée professionnel Vercingétorix)) et Aubière (Prat, place des Ramacles, quartier Chambon (zone commerciale)) |                                                                                              |                                                                                              |                                                                                              |                                                                                              |                                                                                              |                                                                                              |                                                                                              |                                                                                              |
| 12    | Autre : - Fonctionne de 5 h 48 à 20 h 45. |                                                                                              |                                                                                              |                                                                                              |                                                                                              |                                                                                              |                                                                                              |                                                                                              |                                                                                              |
| 12    | Dernière actualisation : — |                                                                                              |                                                                                              |                                                                                              |                                                                                              |                                                                                              |                                                                                              |                                                                                              |                                                                                              |
| 13    | Hauts de Chamalières ⥋ Quartier Chambon / Pérignat — Les Horts | Hauts de Chamalières ⥋ Quartier Chambon / Pérignat — Les Horts                               | Hauts de Chamalières ⥋ Quartier Chambon / Pérignat — Les Horts                               | Hauts de Chamalières ⥋ Quartier Chambon / Pérignat — Les Horts                               | Hauts de Chamalières ⥋ Quartier Chambon / Pérignat — Les Horts                               | Hauts de Chamalières ⥋ Quartier Chambon / Pérignat — Les Horts                               | Hauts de Chamalières ⥋ Quartier Chambon / Pérignat — Les Horts                               | Hauts de Chamalières ⥋ Quartier Chambon / Pérignat — Les Horts                               | Hauts de Chamalières ⥋ Quartier Chambon / Pérignat — Les Horts                               |
| 13    | Ouverture / Fermeture 4 décembre 2006 / — | Longueur —                                                                                   | Durée 57 min                                                                                 | Nb. d’arrêts 47                                                                              | Matériel GX 327 MAN Lion's City                                                              | Jours de fonctionnement L, Ma, Me, J, V, S                                                   | Jour / Soir / Nuit / Fêtes O / N / N / N                                                     | Voy. / an —                                                                                  | Dépôt/Exploitant La Pardieu/T2C                                                              |
| 13    | Desserte : Chamalières (Hauts de Chamalières, Lycée, Teilhard de Chardin, Centre commercial Europe, Mairie, Beausite (desserte de la gare), Galoubies), Clermont-Ferrand (Salins Pasteur, Maison de la Culture, Delille, Raye Dieu, Observatoire, Margeride) Aubière (Quartier Chambon (centre commercial)) et Pérignat-lès-Sarliève (Église, Les Horts) |                                                                                              |                                                                                              |                                                                                              |                                                                                              |                                                                                              |                                                                                              |                                                                                              |                                                                                              |
| 13    | Autre : Fonctionne de 6 h 16 à 20 h 39. |                                                                                              |                                                                                              |                                                                                              |                                                                                              |                                                                                              |                                                                                              |                                                                                              |                                                                                              |
| 13    | Dernière actualisation : — |                                                                                              |                                                                                              |                                                                                              |                                                                                              |                                                                                              |                                                                                              |                                                                                              |                                                                                              |

#### Lignes de rabattement
| Ligne | Caractéristiques | Caractéristiques                                                      | Caractéristiques                                                      | Caractéristiques                                                      | Caractéristiques                                                      | Caractéristiques                                                      | Caractéristiques                                                      | Caractéristiques                                                      | Caractéristiques                                                      |
| 20    | Gerzat — Champfleuri ⥋ Aulnat — Saint-Exupéry | Gerzat — Champfleuri ⥋ Aulnat — Saint-Exupéry                         | Gerzat — Champfleuri ⥋ Aulnat — Saint-Exupéry                         | Gerzat — Champfleuri ⥋ Aulnat — Saint-Exupéry                         | Gerzat — Champfleuri ⥋ Aulnat — Saint-Exupéry                         | Gerzat — Champfleuri ⥋ Aulnat — Saint-Exupéry                         | Gerzat — Champfleuri ⥋ Aulnat — Saint-Exupéry                         | Gerzat — Champfleuri ⥋ Aulnat — Saint-Exupéry                         | Gerzat — Champfleuri ⥋ Aulnat — Saint-Exupéry                         |
| ----- | --- | --------------------------------------------------------------------- | --------------------------------------------------------------------- | --------------------------------------------------------------------- | --------------------------------------------------------------------- | --------------------------------------------------------------------- | --------------------------------------------------------------------- | --------------------------------------------------------------------- | --------------------------------------------------------------------- |
| 20    | Ouverture / Fermeture 4 décembre 2006 / — | Longueur —                                                            | Durée 34 min                                                          | Nb. d’arrêts 33                                                       | Matériel GX 327 MAN Lion's City                                       | Jours de fonctionnement L, Ma, Me, J, V, S, D                         | Jour / Soir / Nuit / Fêtes O / N / N / O                              | Voy. / an —                                                           | Dépôt1/Dépôt2/Exploitant La Pardieu/Champratel/T2C                    |
| 20    | Desserte : Gerzat (Champfleuri, Rochefort, Patural, Jaloustre (centre-ville), Jules Ferry, Rhonez), Clermont-Ferrand (Musée d'Art Roger-Quilliot, Gravanches) et Aulnat (Aéroport et gare, mairie, Saint-Exupéry)                                 |                                                                       |                                                                       |                                                                       |                                                                       |                                                                       |                                                                       |                                                                       |                                                                       |
| 20    | Autre : - Fonctionne de 5 h 8 à 21 h 18. - Le tracé est modifié dans le quartier des Vergnes pour mieux le desservir et éviter les embouteillages du boulevard Edgar-Quinet (en raison de la mise en service du prolongement du tramway).         |                                                                       |                                                                       |                                                                       |                                                                       |                                                                       |                                                                       |                                                                       |                                                                       |
| 20    | Dernière actualisation : — |                                                                       |                                                                       |                                                                       |                                                                       |                                                                       |                                                                       |                                                                       |                                                                       |
| 21    | Cébazat — CHU Louise Michel ⥋ Quartier Chambon / Aubière — Z.I. Ribes | Cébazat — CHU Louise Michel ⥋ Quartier Chambon / Aubière — Z.I. Ribes | Cébazat — CHU Louise Michel ⥋ Quartier Chambon / Aubière — Z.I. Ribes | Cébazat — CHU Louise Michel ⥋ Quartier Chambon / Aubière — Z.I. Ribes | Cébazat — CHU Louise Michel ⥋ Quartier Chambon / Aubière — Z.I. Ribes | Cébazat — CHU Louise Michel ⥋ Quartier Chambon / Aubière — Z.I. Ribes | Cébazat — CHU Louise Michel ⥋ Quartier Chambon / Aubière — Z.I. Ribes | Cébazat — CHU Louise Michel ⥋ Quartier Chambon / Aubière — Z.I. Ribes | Cébazat — CHU Louise Michel ⥋ Quartier Chambon / Aubière — Z.I. Ribes |
| 21    | Ouverture / Fermeture 4 décembre 2006 / — | Longueur —                                                            | Durée 53 min                                                          | Nb. d’arrêts 36                                                       | Matériel GX 327 MAN Lion's City                                       | Jours de fonctionnement L, Ma, Me, J, V, S                            | Jour / Soir / Nuit / Fêtes O / N / N / N                              | Voy. / an —                                                           | Dépôt/Exploitant La Pardieu/T2C                                       |
| 21    | Desserte : Cébazat (centre-ville), Clermont-Ferrand (quartiers Croix de Neyrat, la Gauthière, Musée d'Art Roger-Quilliot, les Gravanches, Jean Moulin, Fontaine du Bac) et Aubière (Quartier Chambon, zone commerciale et industrielle des Ribes) |                                                                       |                                                                       |                                                                       |                                                                       |                                                                       |                                                                       |                                                                       |                                                                       |
| 21    | Autre : Fonctionne de 5 h 53 à 23 h 43. Depuis 2014, la commune de Blanzat n'est plus desservie au profit de la desserte du CHU L. Michel (anciennement CHR Nord) de Cébazat à la ligne 3. Les services de soirée sont supprimés.                 |                                                                       |                                                                       |                                                                       |                                                                       |                                                                       |                                                                       |                                                                       |                                                                       |
| 21    | Dernière actualisation : — |                                                                       |                                                                       |                                                                       |                                                                       |                                                                       |                                                                       |                                                                       |                                                                       |
| 22    | La Pardieu Gare ⥋ Cournon — Pasteur / Cournon — Hortensias | La Pardieu Gare ⥋ Cournon — Pasteur / Cournon — Hortensias            | La Pardieu Gare ⥋ Cournon — Pasteur / Cournon — Hortensias            | La Pardieu Gare ⥋ Cournon — Pasteur / Cournon — Hortensias            | La Pardieu Gare ⥋ Cournon — Pasteur / Cournon — Hortensias            | La Pardieu Gare ⥋ Cournon — Pasteur / Cournon — Hortensias            | La Pardieu Gare ⥋ Cournon — Pasteur / Cournon — Hortensias            | La Pardieu Gare ⥋ Cournon — Pasteur / Cournon — Hortensias            | La Pardieu Gare ⥋ Cournon — Pasteur / Cournon — Hortensias            |
| 22    | Ouverture / Fermeture 4 décembre 2006 / — | Longueur —                                                            | Durée 24 min                                                          | Nb. d’arrêts 28                                                       | Matériel MAN Lion's City GX 327                                       | Jours de fonctionnement L, Ma, Me, J, V, S                            | Jour / Soir / Nuit / Fêtes O / N / N / N                              | Voy. / an —                                                           | Dépôt/Exploitant La Pardieu/T2C                                       |
| 22    | Desserte : Clermont-Ferrand (Gare SNCF de La Pardieu) et Cournon-d'Auvergne (Pointe de Cournon, zone industrielle, place Joseph-Gardet, Plaine de Jeux, collège de la Ribeyre, quartier des Hortensias (limite avec Le Cendre))                   |                                                                       |                                                                       |                                                                       |                                                                       |                                                                       |                                                                       |                                                                       |                                                                       |
| 22    | Autre : Fonctionne de 6 h 34 à 19 h 37. |                                                                       |                                                                       |                                                                       |                                                                       |                                                                       |                                                                       |                                                                       |                                                                       |
| 22    | Dernière actualisation : — |                                                                       |                                                                       |                                                                       |                                                                       |                                                                       |                                                                       |                                                                       |                                                                       |
| 23    | La Pardieu Gare ⥋ Cournon — Grande Halle | La Pardieu Gare ⥋ Cournon — Grande Halle                              | La Pardieu Gare ⥋ Cournon — Grande Halle                              | La Pardieu Gare ⥋ Cournon — Grande Halle                              | La Pardieu Gare ⥋ Cournon — Grande Halle                              | La Pardieu Gare ⥋ Cournon — Grande Halle                              | La Pardieu Gare ⥋ Cournon — Grande Halle                              | La Pardieu Gare ⥋ Cournon — Grande Halle                              | La Pardieu Gare ⥋ Cournon — Grande Halle                              |
| 23    | Ouverture / Fermeture 22 août 2016 / — | Longueur 4 km                                                         | Durée 12 min                                                          | Nb. d’arrêts 8                                                        | Matériel MAN Lion's City GX 327                                       | Jours de fonctionnement L, Ma, Me, J, V, S                            | Jour / Soir / Nuit / Fêtes O / N / N / N                              | Voy. / an —                                                           | Dépôt/Exploitant La Pardieu/T2C                                       |
| 23    | Desserte : Entreprise du Bois-Joli, Grande Halle, Ernest Cristal |                                                                       |                                                                       |                                                                       |                                                                       |                                                                       |                                                                       |                                                                       |                                                                       |
| 23    | Autre : Ligne créée pour desservir les entreprises du Bois-Joli. Elle permet aussi la desserte de la Grande Halle d'Auvergne. Elle est prolongée à Grande Halle Parvis et renforcée lors de la Foire Internationale de Clermont-Cournon.          |                                                                       |                                                                       |                                                                       |                                                                       |                                                                       |                                                                       |                                                                       |                                                                       |
| 23    | Dernière actualisation : — |                                                                       |                                                                       |                                                                       |                                                                       |                                                                       |                                                                       |                                                                       |                                                                       |
| 24    | Blanzat — La Grotte ⥋ Champratel | Blanzat — La Grotte ⥋ Champratel                                      | Blanzat — La Grotte ⥋ Champratel                                      | Blanzat — La Grotte ⥋ Champratel                                      | Blanzat — La Grotte ⥋ Champratel                                      | Blanzat — La Grotte ⥋ Champratel                                      | Blanzat — La Grotte ⥋ Champratel                                      | Blanzat — La Grotte ⥋ Champratel                                      | Blanzat — La Grotte ⥋ Champratel                                      |
| 24    | Ouverture / Fermeture 13 janvier 2014 / — | Longueur —                                                            | Durée —                                                               | Nb. d’arrêts 20                                                       | Matériel GX 327 GX 337                                                | Jours de fonctionnement L, Ma, Me, J, V, S, D                         | Jour / Soir / Nuit / Fêtes O / N / N / O                              | Voy. / an —                                                           | Dépôt/Exploitant Champratel/T2C                                       |
| 24    | Desserte : Blanzat (centre-ville, La Grotte), Cébazat (centre-ville) et Clermont-Ferrand (Champratel et Croix de Neyrat) |                                                                       |                                                                       |                                                                       |                                                                       |                                                                       |                                                                       |                                                                       |                                                                       |
| 24    | Autre : La ligne a été créée pour reprendre la desserte de Blanzat. Les dimanches et jours fériés, la ligne dessert Cébazat - CHU L. Michel en plus de son trajet habituel, en raison du non-fonctionnement de la ligne 21 ces jours-ci.          |                                                                       |                                                                       |                                                                       |                                                                       |                                                                       |                                                                       |                                                                       |                                                                       |
| 24    | Dernière actualisation : — |                                                                       |                                                                       |                                                                       |                                                                       |                                                                       |                                                                       |                                                                       |                                                                       |
| 25    | Musée d'art Roger-Quilliot ⥋ Zone des Gravanches | Musée d'art Roger-Quilliot ⥋ Zone des Gravanches                      | Musée d'art Roger-Quilliot ⥋ Zone des Gravanches                      | Musée d'art Roger-Quilliot ⥋ Zone des Gravanches                      | Musée d'art Roger-Quilliot ⥋ Zone des Gravanches                      | Musée d'art Roger-Quilliot ⥋ Zone des Gravanches                      | Musée d'art Roger-Quilliot ⥋ Zone des Gravanches                      | Musée d'art Roger-Quilliot ⥋ Zone des Gravanches                      | Musée d'art Roger-Quilliot ⥋ Zone des Gravanches                      |
| 25    | Ouverture / Fermeture 6 août 2014 / — | Longueur —                                                            | Durée 8 min                                                           | Nb. d’arrêts 8                                                        | Matériel GX 337 GX 327 MAN Lion's City                                | Jours de fonctionnement L, Ma, Me, J, V, S                            | Jour / Soir / Nuit / Fêtes O / N / N / N                              | Voy. / an —                                                           | Dépôt1/Dépôt2/Exploitant La Pardieu/Champratel/T2C                    |
| 25    | Desserte : Clermont-Ferrand : Hôtel de région, stade des Gravanches, zone des Gravanches (magasin Ikea). |                                                                       |                                                                       |                                                                       |                                                                       |                                                                       |                                                                       |                                                                       |                                                                       |
| 25    | Autre : Fonctionne de 7 h 19 à 20 h 58 |                                                                       |                                                                       |                                                                       |                                                                       |                                                                       |                                                                       |                                                                       |                                                                       |
| 25    | Dernière actualisation : — |                                                                       |                                                                       |                                                                       |                                                                       |                                                                       |                                                                       |                                                                       |                                                                       |
| 26    | Royat — Place Allard ⥋ Ceyrat — Mairie / Ceyrat — Fontimbert | Royat — Place Allard ⥋ Ceyrat — Mairie / Ceyrat — Fontimbert          | Royat — Place Allard ⥋ Ceyrat — Mairie / Ceyrat — Fontimbert          | Royat — Place Allard ⥋ Ceyrat — Mairie / Ceyrat — Fontimbert          | Royat — Place Allard ⥋ Ceyrat — Mairie / Ceyrat — Fontimbert          | Royat — Place Allard ⥋ Ceyrat — Mairie / Ceyrat — Fontimbert          | Royat — Place Allard ⥋ Ceyrat — Mairie / Ceyrat — Fontimbert          | Royat — Place Allard ⥋ Ceyrat — Mairie / Ceyrat — Fontimbert          | Royat — Place Allard ⥋ Ceyrat — Mairie / Ceyrat — Fontimbert          |
| 26    | Ouverture / Fermeture 4 décembre 2006 / — | Longueur —                                                            | Durée 15 min                                                          | Nb. d’arrêts 22                                                       | Matériel Mercedes-Benz Citaro C2 K MAN Lion's City                    | Jours de fonctionnement L, Ma, Me, J, V, S                            | Jour / Soir / Nuit / Fêtes O / N / N / N                              | Voy. / an —                                                           | Exploitant T2C / Nénot                                                |
| 26    | Desserte : Royat (place Allard, parc Bargoin) et Ceyrat (quartiers de Gravenoire, Boisvallon (centre commercial), Boisséjour, centre-ville et Fontimbert)                                                                                         |                                                                       |                                                                       |                                                                       |                                                                       |                                                                       |                                                                       |                                                                       |                                                                       |
| 26    | Autre : Fonctionne de 7 h 4 à 18 h 52 |                                                                       |                                                                       |                                                                       |                                                                       |                                                                       |                                                                       |                                                                       |                                                                       |
| 26    | Dernière actualisation : — |                                                                       |                                                                       |                                                                       |                                                                       |                                                                       |                                                                       |                                                                       |                                                                       |
| 27    | Romagnat — Opme ⥋ Esplanade | Romagnat — Opme ⥋ Esplanade                                           | Romagnat — Opme ⥋ Esplanade                                           | Romagnat — Opme ⥋ Esplanade                                           | Romagnat — Opme ⥋ Esplanade                                           | Romagnat — Opme ⥋ Esplanade                                           | Romagnat — Opme ⥋ Esplanade                                           | Romagnat — Opme ⥋ Esplanade                                           | Romagnat — Opme ⥋ Esplanade                                           |
| 27    | Ouverture / Fermeture 4 décembre 2006 / — | Longueur —                                                            | Durée —                                                               | Nb. d’arrêts 29                                                       | Matériel GX 327 MAN Lion's City                                       | Jours de fonctionnement L, Ma, Me, J, V                               | Jour / Soir / Nuit / Fêtes O / N / N / N                              | Voy. / an —                                                           | Dépôt/Exploitant La Pardieu/T2C                                       |
| 27    | Desserte : Romagnat (Opme, Saulzet-le-Chaud, Clémensat, Tocqueville) puis tronc commun avec la ligne 12 jusqu'à Delille Montlosier par Beaumont et Clermont-Ferrand.                                                                              |                                                                       |                                                                       |                                                                       |                                                                       |                                                                       |                                                                       |                                                                       |                                                                       |
| 27    | Autre : - Fonctionne de 7 h 6 à 18 h 2 aux heures de pointe uniquement, le transport à la demande assure le service aux heures creuses. |                                                                       |                                                                       |                                                                       |                                                                       |                                                                       |                                                                       |                                                                       |                                                                       |
| 27    | Dernière actualisation : — |                                                                       |                                                                       |                                                                       |                                                                       |                                                                       |                                                                       |                                                                       |                                                                       |
| 28    | Ladoux Porte de Troyes ⥋ Parc SNCF / Maison des Sports | Ladoux Porte de Troyes ⥋ Parc SNCF / Maison des Sports                | Ladoux Porte de Troyes ⥋ Parc SNCF / Maison des Sports                | Ladoux Porte de Troyes ⥋ Parc SNCF / Maison des Sports                | Ladoux Porte de Troyes ⥋ Parc SNCF / Maison des Sports                | Ladoux Porte de Troyes ⥋ Parc SNCF / Maison des Sports                | Ladoux Porte de Troyes ⥋ Parc SNCF / Maison des Sports                | Ladoux Porte de Troyes ⥋ Parc SNCF / Maison des Sports                | Ladoux Porte de Troyes ⥋ Parc SNCF / Maison des Sports                |
| 28    | Ouverture / Fermeture 28 août 2017 / — | Longueur —                                                            | Durée 15 min / 38 min                                                 | Nb. d’arrêts 20 à 30                                                  | Matériel GX 327 MAN Lion's City Autocars                              | Jours de fonctionnement L, Ma, Me, J, V                               | Jour / Soir / Nuit / Fêtes O / N / N / N                              | Voy. / an —                                                           | Exploitant T2C / Keolis Pays des Volcans                              |
| 28    | Desserte : Zone industrielle de Ladoux |                                                                       |                                                                       |                                                                       |                                                                       |                                                                       |                                                                       |                                                                       |                                                                       |
| 28    | Autre : Elle reprend en partie le service des usines. PMR selon les bus |                                                                       |                                                                       |                                                                       |                                                                       |                                                                       |                                                                       |                                                                       |                                                                       |
| 28    | Dernière actualisation : — |                                                                       |                                                                       |                                                                       |                                                                       |                                                                       |                                                                       |                                                                       |                                                                       |

#### Lignes périurbaines
| Ligne | Caractéristiques | Caractéristiques                                          | Caractéristiques                                          | Caractéristiques                                          | Caractéristiques                                          | Caractéristiques                                          | Caractéristiques                                          | Caractéristiques                                          | Caractéristiques                                          |
| 31    | Châteaugay — Le Châlard ⥋ Les Vignes / Lycée Gergovie | Châteaugay — Le Châlard ⥋ Les Vignes / Lycée Gergovie     | Châteaugay — Le Châlard ⥋ Les Vignes / Lycée Gergovie     | Châteaugay — Le Châlard ⥋ Les Vignes / Lycée Gergovie     | Châteaugay — Le Châlard ⥋ Les Vignes / Lycée Gergovie     | Châteaugay — Le Châlard ⥋ Les Vignes / Lycée Gergovie     | Châteaugay — Le Châlard ⥋ Les Vignes / Lycée Gergovie     | Châteaugay — Le Châlard ⥋ Les Vignes / Lycée Gergovie     | Châteaugay — Le Châlard ⥋ Les Vignes / Lycée Gergovie     |
| ----- | --- | --------------------------------------------------------- | --------------------------------------------------------- | --------------------------------------------------------- | --------------------------------------------------------- | --------------------------------------------------------- | --------------------------------------------------------- | --------------------------------------------------------- | --------------------------------------------------------- |
| 31    | Ouverture / Fermeture 1er septembre 2007 / — | Longueur —                                                | Durée —                                                   | Nb. d’arrêts 16 / 22                                      | Matériel Lion's Intercity                                 | Jours de fonctionnement L, Ma, Me, J, V, S                | Jour / Soir / Nuit / Fêtes O / N / N / N                  | Voy. / an —                                               | Exploitant Keolis Pays des Volcans                        |
| 31    | Desserte : Châteaugay, le quartier des Trois Fées à [Cébazat] et Clermont-Ferrand (Croix Neyrat et Les Vignes) ainsi que Blanzat Les Mauvaises à certaines courses. Lycée de Gergovie |                                                           |                                                           |                                                           |                                                           |                                                           |                                                           |                                                           |                                                           |
| 31    | Autre : - Ligne fonctionnant aux heures de pointe uniquement, le transport à la demande assure le service aux heures creuses. - Entre le 4 décembre 2006 et le 1er septembre 2007, cette ligne a porté le numéro 25. - Depuis le 13 janvier 2014, la ligne dessert deux arrêts supplémentaires dans le quartier des Trois Fées à Cébazat quatre fois par jour. - Depuis fin août 2016, la ligne change d'itinéraire (desserte de Croix de Neyrat et Hauts de Chanturgue) et dessert systématiquement le quartier des Trois Fées. Certaines courses en semaine font leur terminus aux Gravanches. |                                                           |                                                           |                                                           |                                                           |                                                           |                                                           |                                                           |                                                           |
| 31    | Dernière actualisation : — |                                                           |                                                           |                                                           |                                                           |                                                           |                                                           |                                                           |                                                           |
| 32    | Argnat — Le Mas / Sayat — Bel'Air ⥋ Gaillard | Argnat — Le Mas / Sayat — Bel'Air ⥋ Gaillard              | Argnat — Le Mas / Sayat — Bel'Air ⥋ Gaillard              | Argnat — Le Mas / Sayat — Bel'Air ⥋ Gaillard              | Argnat — Le Mas / Sayat — Bel'Air ⥋ Gaillard              | Argnat — Le Mas / Sayat — Bel'Air ⥋ Gaillard              | Argnat — Le Mas / Sayat — Bel'Air ⥋ Gaillard              | Argnat — Le Mas / Sayat — Bel'Air ⥋ Gaillard              | Argnat — Le Mas / Sayat — Bel'Air ⥋ Gaillard              |
| 32    | Ouverture / Fermeture 1er septembre 2007 / — | Longueur —                                                | Durée —                                                   | Nb. d’arrêts 20                                           | Matériel Intouro Lion's Intercity                         | Jours de fonctionnement L, Ma, Me, J, V, S                | Jour / Soir / Nuit / Fêtes O / N / N / N                  | Voy. / an —                                               | Exploitant Keolis Pays des Volcans                        |
| 32    | Desserte : Argnat, Sayat, Nohanent, Durtol (La Grave) et Clermont-Ferrand (Fontgiève, Gaillard) |                                                           |                                                           |                                                           |                                                           |                                                           |                                                           |                                                           |                                                           |
| 32    | Autre : - Ligne fonctionnant aux heures de pointe uniquement, le transport à la demande assure le service aux heures creuses. - Sayat n'est plus adhérente du SMTC-AC depuis le 1er janvier 2018 ; sa desserte par la ligne 32 reste tout de même maintenue via une convention entre le SMTC-AC et Riom Limagne et Volcans. De ce fait, la ligne 32 est confinancée par les deux structures précitées. |                                                           |                                                           |                                                           |                                                           |                                                           |                                                           |                                                           |                                                           |
| 32    | Dernière actualisation : — |                                                           |                                                           |                                                           |                                                           |                                                           |                                                           |                                                           |                                                           |
| 33    | Les Pistes ⥋ Saint-Beauzire — Lilas | Les Pistes ⥋ Saint-Beauzire — Lilas                       | Les Pistes ⥋ Saint-Beauzire — Lilas                       | Les Pistes ⥋ Saint-Beauzire — Lilas                       | Les Pistes ⥋ Saint-Beauzire — Lilas                       | Les Pistes ⥋ Saint-Beauzire — Lilas                       | Les Pistes ⥋ Saint-Beauzire — Lilas                       | Les Pistes ⥋ Saint-Beauzire — Lilas                       | Les Pistes ⥋ Saint-Beauzire — Lilas                       |
| 33    | Ouverture / Fermeture 2 janvier 2014 / — | Longueur 12,5 km                                          | Durée —                                                   | Nb. d’arrêts 10                                           | Matériel Crossway Intouro                                 | Jours de fonctionnement L, Ma, Me, J, V, S                | Jour / Soir / Nuit / Fêtes O / N / N / N                  | Voy. / an —                                               | Exploitant Keolis Pays des Volcans                        |
| 33    | Desserte : Saint-Beauzire (Lilas Centre-Bourg et le Biopôle), Gerzat (Clément Ader) et Clermont-Ferrand (Stade des Gravanches, Musée d'Art Roger Quillot, Les Pistes) |                                                           |                                                           |                                                           |                                                           |                                                           |                                                           |                                                           |                                                           |
| 33    | Autre : - Nouvelle ligne créée à la suite de l'entrée de Saint-Beauzire dans le PTU du SMTC en 2014. - Saint-Beauzire n'est plus adhérente du SMTC-AC depuis le 1er janvier 2018 ; sa desserte par la ligne 33 reste tout de même maintenue via une convention entre le SMTC-AC et Riom Limagne et Volcans. De ce fait, la ligne 33 est confinancée par les deux structures précitées. |                                                           |                                                           |                                                           |                                                           |                                                           |                                                           |                                                           |                                                           |
| 33    | Dernière actualisation : — |                                                           |                                                           |                                                           |                                                           |                                                           |                                                           |                                                           |                                                           |
| 34    | Cournon — Lycée Descartes ⥋ Le Cendre — Route des Martres | Cournon — Lycée Descartes ⥋ Le Cendre — Route des Martres | Cournon — Lycée Descartes ⥋ Le Cendre — Route des Martres | Cournon — Lycée Descartes ⥋ Le Cendre — Route des Martres | Cournon — Lycée Descartes ⥋ Le Cendre — Route des Martres | Cournon — Lycée Descartes ⥋ Le Cendre — Route des Martres | Cournon — Lycée Descartes ⥋ Le Cendre — Route des Martres | Cournon — Lycée Descartes ⥋ Le Cendre — Route des Martres | Cournon — Lycée Descartes ⥋ Le Cendre — Route des Martres |
| 34    | Ouverture / Fermeture 1er septembre 2007 / — | Longueur —                                                | Durée —                                                   | Nb. d’arrêts 26                                           | Matériel Sprinter City 35 Intouro                         | Jours de fonctionnement L, Ma, Me, J, V, S                | Jour / Soir / Nuit / Fêtes O / N / N / N                  | Voy. / an —                                               | Exploitant Keolis Pays des Volcans                        |
| 34    | Desserte : Cournon-d'Auvergne (Lycée Descartes, mairie, Dômes, Hortensias) et Le Cendre (gare, espace des Marronniers, Bel Horizon). |                                                           |                                                           |                                                           |                                                           |                                                           |                                                           |                                                           |                                                           |
| 34    | Autre : - Entre le 4 décembre 2006 et le 1er septembre 2007, cette ligne a porté le numéro 28. - Depuis le 2 septembre 2015, en période scolaire, le mardi et jeudi, une navette est mise en place entre Cournon — Joseph Gardet et Lempdes — Charles de Gaulle via le lycée Descartes pour permettre aux habitants de Lempdes de se rendre au Pôle emploi. |                                                           |                                                           |                                                           |                                                           |                                                           |                                                           |                                                           |                                                           |
| 34    | Dernière actualisation : — |                                                           |                                                           |                                                           |                                                           |                                                           |                                                           |                                                           |                                                           |
| 35    | Delille Montlosier ⥋ Lempdes — Le Pontel | Delille Montlosier ⥋ Lempdes — Le Pontel                  | Delille Montlosier ⥋ Lempdes — Le Pontel                  | Delille Montlosier ⥋ Lempdes — Le Pontel                  | Delille Montlosier ⥋ Lempdes — Le Pontel                  | Delille Montlosier ⥋ Lempdes — Le Pontel                  | Delille Montlosier ⥋ Lempdes — Le Pontel                  | Delille Montlosier ⥋ Lempdes — Le Pontel                  | Delille Montlosier ⥋ Lempdes — Le Pontel                  |
| 35    | Ouverture / Fermeture 1er septembre 2007 / — | Longueur —                                                | Durée —                                                   | Nb. d’arrêts 28                                           | Matériel Crossway Solaris Urbino 12                       | Jours de fonctionnement L, Ma, Me, J, V                   | Jour / Soir / Nuit / Fêtes O / N / N / N                  | Voy. / an —                                               | Exploitant Keolis Pays des Volcans                        |
| 35    | Desserte : Clermont-Ferrand (Delille Montlosier, Gare SNCF, Brézet) et Lempdes |                                                           |                                                           |                                                           |                                                           |                                                           |                                                           |                                                           |                                                           |
| 35    | Autre : Fonctionne en période scolaire uniquement. La ligne était exploitée jusqu'au 23 août 2020 par les sociétés Cellier Chevanet - Grand Tourisme |                                                           |                                                           |                                                           |                                                           |                                                           |                                                           |                                                           |                                                           |
| 35    | Dernière actualisation : — |                                                           |                                                           |                                                           |                                                           |                                                           |                                                           |                                                           |                                                           |
| 36    | Delille Montlosier ⥋ Pont-du-Château — Route de Lyon | Delille Montlosier ⥋ Pont-du-Château — Route de Lyon      | Delille Montlosier ⥋ Pont-du-Château — Route de Lyon      | Delille Montlosier ⥋ Pont-du-Château — Route de Lyon      | Delille Montlosier ⥋ Pont-du-Château — Route de Lyon      | Delille Montlosier ⥋ Pont-du-Château — Route de Lyon      | Delille Montlosier ⥋ Pont-du-Château — Route de Lyon      | Delille Montlosier ⥋ Pont-du-Château — Route de Lyon      | Delille Montlosier ⥋ Pont-du-Château — Route de Lyon      |
| 36    | Ouverture / Fermeture 1er septembre 2007 / — | Longueur —                                                | Durée —                                                   | Nb. d’arrêts 38                                           | Matériel Crossway Solaris Urbino 12                       | Jours de fonctionnement L, Ma, Me, J, V, S, D             | Jour / Soir / Nuit / Fêtes O / N / N / O                  | Voy. / an —                                               | Exploitant Keolis Pays des Volcans                        |
| 36    | Desserte : Clermont-Ferrand (Delille Montlosier, Gare SNCF, Brézet), Lempdes et Pont-du-Château |                                                           |                                                           |                                                           |                                                           |                                                           |                                                           |                                                           |                                                           |
| 36    | Autre : La ligne 36 assure aussi un service scolaire à Pont-du-Château. La ligne était exploitée jusqu'au 23 août 2020 par les sociétés Cellier Chevanet - Grand Tourisme |                                                           |                                                           |                                                           |                                                           |                                                           |                                                           |                                                           |                                                           |
| 36    | Dernière actualisation : — |                                                           |                                                           |                                                           |                                                           |                                                           |                                                           |                                                           |                                                           |
| 37    | Cournon — J. Gardet ⥋ Mur-sur-Allier — Salle Polyvalente | Cournon — J. Gardet ⥋ Mur-sur-Allier — Salle Polyvalente  | Cournon — J. Gardet ⥋ Mur-sur-Allier — Salle Polyvalente  | Cournon — J. Gardet ⥋ Mur-sur-Allier — Salle Polyvalente  | Cournon — J. Gardet ⥋ Mur-sur-Allier — Salle Polyvalente  | Cournon — J. Gardet ⥋ Mur-sur-Allier — Salle Polyvalente  | Cournon — J. Gardet ⥋ Mur-sur-Allier — Salle Polyvalente  | Cournon — J. Gardet ⥋ Mur-sur-Allier — Salle Polyvalente  | Cournon — J. Gardet ⥋ Mur-sur-Allier — Salle Polyvalente  |
| 37    | Ouverture / Fermeture 1er janvier 2018 / — | Longueur —                                                | Durée 23-28 min                                           | Nb. d’arrêts 10                                           | Matériel Autocars                                         | Jours de fonctionnement L, Ma, Me, J, V, S                | Jour / Soir / Nuit / Fêtes O / N / N / N                  | Voy. / an —                                               | Exploitant Osicars Auvergne                               |
| 37    | Desserte : Cournon (place Joseph-Gardet), Pérignat-sur-Allier, Mezel et Dallet (ces deux dernières étant devenues communes déléguées de Mur-sur-Allier) |                                                           |                                                           |                                                           |                                                           |                                                           |                                                           |                                                           |                                                           |
| 37    | Autre : Ligne créée grâce à l'adhésion de Pérignat-sur-Allier, Mezel et Dallet au SMTC-AC le 1er janvier 2018. |                                                           |                                                           |                                                           |                                                           |                                                           |                                                           |                                                           |                                                           |
| 37    | Dernière actualisation : — |                                                           |                                                           |                                                           |                                                           |                                                           |                                                           |                                                           |                                                           |

#### Navette Panoramique des Dômes
Le SMTC-AC a mis en place, en juin 2012, une navette saisonnière reliant la place du 1er-Mai et la gare du Panoramique des Dômes, train à crémaillère permettant d'aller jusqu'au sommet du Puy de Dôme. Lors de sa première année de fonctionnement, la navette a transporté 12 000 voyageurs sur les trois mois de fonctionnement ; son service est étendu d'avril à septembre.
| Ligne | Caractéristiques | Caractéristiques                          | Caractéristiques                          | Caractéristiques                          | Caractéristiques                          | Caractéristiques                              | Caractéristiques                          | Caractéristiques                          | Caractéristiques                          |
| 40    | Navette Panoramique des Dômes | Navette Panoramique des Dômes             | Navette Panoramique des Dômes             | Navette Panoramique des Dômes             | Navette Panoramique des Dômes             | Navette Panoramique des Dômes                 | Navette Panoramique des Dômes             | Navette Panoramique des Dômes             | Navette Panoramique des Dômes             |
| 40    | Parc SNCF ⥋ Gare du Panoramique des Dômes | Parc SNCF ⥋ Gare du Panoramique des Dômes | Parc SNCF ⥋ Gare du Panoramique des Dômes | Parc SNCF ⥋ Gare du Panoramique des Dômes | Parc SNCF ⥋ Gare du Panoramique des Dômes | Parc SNCF ⥋ Gare du Panoramique des Dômes     | Parc SNCF ⥋ Gare du Panoramique des Dômes | Parc SNCF ⥋ Gare du Panoramique des Dômes | Parc SNCF ⥋ Gare du Panoramique des Dômes |
| ----- | --- | ----------------------------------------- | ----------------------------------------- | ----------------------------------------- | ----------------------------------------- | --------------------------------------------- | ----------------------------------------- | ----------------------------------------- | ----------------------------------------- |
| 40    | Ouverture / Fermeture 16 juin 2012 / — | Longueur —                                | Durée 35 min                              | Nb. d’arrêts 8                            | Matériel Lion's Intercity                 | Jours de fonctionnement L, Ma, Me, J, V, S, D | Jour / Soir / Nuit / Fêtes O / N / N / O  | Voy. / an —                               | Exploitant Keolis Pays des Volcans        |
| 40    | Desserte : Clermont-Ferrand (Gare SNCF, Universités, Maison de la Culture), Chamalières (Europe), Royat (Place Allard) et Orcines (La Font de l'Arbre, Gare du Panoramique des Dômes). |                                           |                                           |                                           |                                           |                                               |                                           |                                           |                                           |
| 40    | Autre : Fonctionne de 9 h à 20 h 20 entre fin avril et fin septembre. Le numéro 40 n'est utilisé qu'en interne.                                                                        |                                           |                                           |                                           |                                           |                                               |                                           |                                           |                                           |
| 40    | Dernière actualisation : — |                                           |                                           |                                           |                                           |                                               |                                           |                                           |                                           |

#### Navette Montjuzet
Le SMTC-AC et T2C ont mis en place, à titre expérimental, une navette entre le centre-ville et le parc de Montjuzet, à Clermont-Ferrand, depuis le 1er juillet 2019.
Cette ligne fonctionne de 11 h à 19 h les mercredis, samedis, dimanches et jours fériés en période scolaire ainsi que du lundi au dimanche en période de vacances scolaires.
| Ligne | Caractéristiques | Caractéristiques              | Caractéristiques              | Caractéristiques              | Caractéristiques              | Caractéristiques                                                                                 | Caractéristiques                         | Caractéristiques              | Caractéristiques               |
| 41    | Navette Montjuzet | Navette Montjuzet             | Navette Montjuzet             | Navette Montjuzet             | Navette Montjuzet             | Navette Montjuzet                                                                                | Navette Montjuzet                        | Navette Montjuzet             | Navette Montjuzet              |
| 41    | Pl.Royale ⥋ Parc de Montjuzet | Pl.Royale ⥋ Parc de Montjuzet | Pl.Royale ⥋ Parc de Montjuzet | Pl.Royale ⥋ Parc de Montjuzet | Pl.Royale ⥋ Parc de Montjuzet | Pl.Royale ⥋ Parc de Montjuzet                                                                    | Pl.Royale ⥋ Parc de Montjuzet            | Pl.Royale ⥋ Parc de Montjuzet | Pl.Royale ⥋ Parc de Montjuzet  |
| ----- | --- | ----------------------------- | ----------------------------- | ----------------------------- | ----------------------------- | ------------------------------------------------------------------------------------------------ | ---------------------------------------- | ----------------------------- | ------------------------------ |
| 41    | Ouverture / Fermeture 7 juillet 2019 / — | Longueur —                    | Durée 10 min                  | Nb. d’arrêts 9                | Matériel —                    | Jours de fonctionnement L, Ma, Me, J, V, S, D en vacances scolaires Me, S, D en période scolaire | Jour / Soir / Nuit / Fêtes O / N / N / O | Voy. / an —                   | Exploitant Transports Fontanon |
| 41    | Desserte : Clermont-Ferrand (Place Royale, Beaurepaire, Berthelot, Chambre de Commerce, Gravouses, Parc de Montjuzet)                                                                               |                               |                               |                               |                               |                                                                                                  |                                          |                               |                                |
| 41    | Autre : Fonctionne de 11 h à 19 h le mercredi, samedi, dimanche, jours fériés en période scolaire et du lundi au dimanche pendant les vacances scolaires. Le numéro 41 n'est utilisé qu'en interne. |                               |                               |                               |                               |                                                                                                  |                                          |                               |                                |
| 41    | Dernière actualisation : — |                               |                               |                               |                               |                                                                                                  |                                          |                               |                                |

#### C.la navette
Une navette, baptisée « C.la navette », est mise en service le 17 juin 2024, afin de « faciliter l'accès et la desserte de l'hypercentre de Clermont-Ferrand » pendant les travaux liés notamment au projet InspiRe. Cette navette circulaire, assurée en minibus, dessert l'arrêt Saint-Éloi (situé à côté de la Poste de Ballainvilliers) mais aussi la place Gaillard, et fonctionne de 9 h 30 à 19 h du lundi au samedi. Elle devait fonctionner jusqu'en décembre 2025, mais la très faible affluence (moins d'un voyageur par course) a contraint le SMTC-AC à supprimer définitivement ce service le 9 février 2025, malgré la gratuité mise en place en décembre 2024 et janvier 2025.
| Ligne | Caractéristiques | Caractéristiques        | Caractéristiques        | Caractéristiques        | Caractéristiques        | Caractéristiques                           | Caractéristiques                         | Caractéristiques        | Caractéristiques               |
| 43    | C.la navette | C.la navette            | C.la navette            | C.la navette            | C.la navette            | C.la navette                               | C.la navette                             | C.la navette            | C.la navette                   |
| 43    | Saint-Éloi ⥋ Saint-Éloi | Saint-Éloi ⥋ Saint-Éloi | Saint-Éloi ⥋ Saint-Éloi | Saint-Éloi ⥋ Saint-Éloi | Saint-Éloi ⥋ Saint-Éloi | Saint-Éloi ⥋ Saint-Éloi                    | Saint-Éloi ⥋ Saint-Éloi                  | Saint-Éloi ⥋ Saint-Éloi | Saint-Éloi ⥋ Saint-Éloi        |
| ----- | --- | ----------------------- | ----------------------- | ----------------------- | ----------------------- | ------------------------------------------ | ---------------------------------------- | ----------------------- | ------------------------------ |
| 43    | Ouverture / Fermeture 1er juillet 2024 / 9 février 2025 | Longueur —              | Durée 25 min            | Nb. d’arrêts 11         | Matériel —              | Jours de fonctionnement L, Ma, Me, J, V, S | Jour / Soir / Nuit / Fêtes O / N / N / N | Voy. / an —             | Exploitant Transports Fontanon |
| 43    | Desserte : Clermont-Ferrand (Saint-Éloi, Place Royale, Cathédrale, Gaillard, Sainte-Rose, Place de la Liberté, Blatin, Rameau, Julien, Allagnat, Saint-Éloi).                                                      |                         |                         |                         |                         |                                            |                                          |                         |                                |
| 43    | Autre : Fonctionne de 9 h à 19 h du lundi au samedi. Cette ligne est une navette circulaire provisoire desservant le centre-ville pendant les travaux du projet InspiRe. Le numéro 43 n'est utilisé qu'en interne. |                         |                         |                         |                         |                                            |                                          |                         |                                |
| 43    | Dernière actualisation : — |                         |                         |                         |                         |                                            |                                          |                         |                                |

#### Navette Le Prat
| Ligne | Caractéristiques                                                                                 | Caractéristiques                                                       | Caractéristiques                                                       | Caractéristiques                                                       | Caractéristiques                                                       | Caractéristiques                                                       | Caractéristiques                                                       | Caractéristiques                                                       | Caractéristiques                                                       |
| 91    | Navette Le Prat                                                                                  | Navette Le Prat                                                        | Navette Le Prat                                                        | Navette Le Prat                                                        | Navette Le Prat                                                        | Navette Le Prat                                                        | Navette Le Prat                                                        | Navette Le Prat                                                        | Navette Le Prat                                                        |
| 91    | Aubière — Place des Ramacles ⥋ Aubière — Quartier Le Prat - Bâtiment C                           | Aubière — Place des Ramacles ⥋ Aubière — Quartier Le Prat - Bâtiment C | Aubière — Place des Ramacles ⥋ Aubière — Quartier Le Prat - Bâtiment C | Aubière — Place des Ramacles ⥋ Aubière — Quartier Le Prat - Bâtiment C | Aubière — Place des Ramacles ⥋ Aubière — Quartier Le Prat - Bâtiment C | Aubière — Place des Ramacles ⥋ Aubière — Quartier Le Prat - Bâtiment C | Aubière — Place des Ramacles ⥋ Aubière — Quartier Le Prat - Bâtiment C | Aubière — Place des Ramacles ⥋ Aubière — Quartier Le Prat - Bâtiment C | Aubière — Place des Ramacles ⥋ Aubière — Quartier Le Prat - Bâtiment C |
| ----- | ------------------------------------------------------------------------------------------------ | ---------------------------------------------------------------------- | ---------------------------------------------------------------------- | ---------------------------------------------------------------------- | ---------------------------------------------------------------------- | ---------------------------------------------------------------------- | ---------------------------------------------------------------------- | ---------------------------------------------------------------------- | ---------------------------------------------------------------------- |
| 91    | Ouverture / Fermeture 17 janvier 2017 / —                                                        | Longueur —                                                             | Durée 3 min                                                            | Nb. d’arrêts 5                                                         | Matériel Minicar                                                       | Jours de fonctionnement L, Ma, Me, J, V                                | Jour / Soir / Nuit / Fêtes O / N / N / N                               | Voy. / an —                                                            | Exploitant Nenot                                                       |
| 91    | Desserte : Aubière (Place des Ramacles, Le Prat)                                                 |                                                                        |                                                                        |                                                                        |                                                                        |                                                                        |                                                                        |                                                                        |                                                                        |
| 91    | Autre : Remplace un service de transport à la demande. Le numéro 91 n'est utilisé qu'en interne. |                                                                        |                                                                        |                                                                        |                                                                        |                                                                        |                                                                        |                                                                        |                                                                        |
| 91    | Dernière actualisation : —                                                                       |                                                                        |                                                                        |                                                                        |                                                                        |                                                                        |                                                                        |                                                                        |                                                                        |

#### Bus de nuit (BEN)
Le 28 septembre 2017, le SMTC-AC a mis en service une ligne de bus de nuit (BEN pour Bus De Nuit) circulant les jeudis, vendredis et samedis de 1 h 0 à 4 h 38. Cette ligne relie le centre-ville aux différents quartiers étudiants de Clermont-Ferrand et d'Aubière. Le service est entièrement gratuit et cesse de fonctionner à la fin de l'année scolaire pour une reprise à chaque rentrée.
| Ligne | Caractéristiques                                                                                              | Caractéristiques    | Caractéristiques    | Caractéristiques    | Caractéristiques         | Caractéristiques                | Caractéristiques                         | Caractéristiques    | Caractéristiques            |
| BEN   | BeN - Bus de Nuit                                                                                             | BeN - Bus de Nuit   | BeN - Bus de Nuit   | BeN - Bus de Nuit   | BeN - Bus de Nuit        | BeN - Bus de Nuit               | BeN - Bus de Nuit                        | BeN - Bus de Nuit   | BeN - Bus de Nuit           |
| BEN   | Gaillard ⥋ Gaillard                                                                                           | Gaillard ⥋ Gaillard | Gaillard ⥋ Gaillard | Gaillard ⥋ Gaillard | Gaillard ⥋ Gaillard      | Gaillard ⥋ Gaillard             | Gaillard ⥋ Gaillard                      | Gaillard ⥋ Gaillard | Gaillard ⥋ Gaillard         |
| ----- | --- | ------------------- | ------------------- | ------------------- | ------------------------ | ------------------------------- | ---------------------------------------- | ------------------- | --------------------------- |
| BEN   | Ouverture / Fermeture 28 septembre 2017 / —                                                                   | Longueur —          | Durée 38 min        | Nb. d’arrêts 20     | Matériel Crossway Euro 6 | Jours de fonctionnement J, V, S | Jour / Soir / Nuit / Fêtes N / N / O / O | Voy. / an —         | Exploitant Cellier Chevanet |
| BEN   | Desserte : Centre ville de Clermont-Ferrand, quartier Saint-Jacques, Aubière (Campus des Cézeaux)             |                     |                     |                     |                          |                                 |                                          |                     |                             |
| BEN   | Autre : Service gratuit. Cesse de fonctionner à la fin de l'année scolaire pour une reprise à chaque rentrée. |                     |                     |                     |                          |                                 |                                          |                     |                             |
| BEN   | Dernière actualisation : —                                                                                    |                     |                     |                     |                          |                                 |                                          |                     |                             |

#### Lignes scolaires
Le réseau T2C possède aussi 23 lignes réservées aux scolaires. Les numéros de ces lignes ne sont utilisés qu'en interne.
| No |  | Itinéraire                                                                                       |
| -- |  | ------------------------------------------------------------------------------------------------ |
| 60 |  | Collège Anatole France ↔ Cladenas - Blanzat les Mauvaises - Ceyre                                |
| 61 |  | Lycée Sidoine Apollinaire - Chamalières Lycée - Lycée Lafayette ↔ Montrognon                     |
| 62 |  | Ecole Chateaugay ↔ Mairie de Chateaugay                                                          |
| 63 |  | Lycée Descartes ↔ Grassette - Gare Le Cendre/Orcet - Nymphea                                     |
| 65 |  | Collège Henri Pourrat ↔ Romagnat Opme - La Côte Rouge - Laschaps Eglise                          |
| 66 |  | Collège de la Ribeyre ↔ Gare Le Cendre/Orcet                                                     |
| 67 |  | Lycée Lafayette ↔ Pont du Château Route de Lyon                                                  |
| 68 |  | Lycée Marmilhat ↔ Garennes                                                                       |
| 69 |  | Rond Point de St Bonnet ↔ Maison de la Culture                                                   |
| 70 |  | Collège Molière ↔ La Côte Rouge - Chemin de Sou - Laschamps Eglise                               |
| 71 |  | Collège Mortaix - Ecole Jean Alix - Ecole Brossolette ↔ L'Etredelle - Docteur Royet - Les Nigues |
| 73 |  | Lycée Pierre Boulanger ↔ Cévennes - Lecoq - Patural - Gare Routière                              |
| 75 |  | Collège Roger Quillot ↔ Champcourt                                                               |
| 76 |  | Ecole St Anne ↔ La Font de L'Arbre - Berthelot                                                   |
| 77 |  | Collège St Exupery ↔ Aulnat Pierre Semard - Maniez - Mur Sur Allier                              |
| 78 |  | Ecole St Genès ↔ Champeaux - Berzet Champ Dissart - Theix Grand Champ                            |
| 79 |  | EREA ↔ Tocqueville                                                                               |
| 80 |  | Ecole Saulzet le Chaud ↔ Tocqueville                                                             |
| 81 |  | Ecole Sayat ↔ Argnat le Mas                                                                      |
| 82 |  | Lycée Sidoine Apollinaire ↔ Berthelot - Berzet Champ Dissart                                     |
| 83 |  | Collège Teilhard de Chardin - Chamalières Lycée ↔ Charade - Orcines Villars RN - La Baraque      |
| 84 |  | Collège Marc Bloch ↔ Chemin du Cheix                                                             |
| 85 |  | Chamalières Lycée ↔ Laschamps Eglise                                                             |

#### Transport à la demande
Le transport à la demande (TAD) est un service accessible par réservation téléphonique préalable, la réservation se fait la veille du déplacement. Il est nécessaire au préalable de s'inscrire et d'établir auprès de Moovicité (service assurant le TAD)  une carte d'adhérent au service.
| No  | Desserte | Points de rabattement                                                   | Période            | Horaires                          |
| --- | --- | ----------------------------------------------------------------------- | ------------------ | --------------------------------- |
| TAD | Desserte complémentaire de la ligne 31 desservant Châteaugay et le quartier des Mauvaises à Blanzat                                                         | - Croix de Neyrat ; - Clémentel ; - Cébazat — CHR Nord ;                | L, Ma, Me, J, V, S | 9 h 30 à 16 h                     |
| TAD | Desserte complémentaire de la ligne 32 desservant Sayat et Nohanent                                                                                         | - Tamaris ; - Chambre de commerce ; - Gaillard ;                        | L, Ma, Me, J, V, S | 9 h 30 à 16 h                     |
| TAD | Desserte de la commune d'Orcines aux heures de pointe | - Tamaris ; - Chambre de commerce ; - Gaillard ; - Royat — Place Allard | L, Ma, Me, J, V, S | 7 h à 9 h 30 et 16 h 30 à 19 h 30 |
| TAD | Desserte de la commune de Saint-Genès-Champanelle aux heures de pointe                                                                                      | - CHU G. Montpied ; - Place Henri Dunant ; - Royat — Place Allard       | L, Ma, Me, J, V, S | 7 h à 9 h 30 et 16 h 30 à 19 h 30 |
| TAD | Desserte complémentaire de la ligne 13 desservant Pérignat-lès-Sarliève                                                                                     | - Quartier Chambon ; - Joliot Curie ; - Margeride ;                     | L, Ma, Me, J, V, S | 9 h 30 à 16 h                     |
| TAD | Beaumont — Place d'Armes ↔ Romagnat — Château d'Opme Desserte complémentaire à trajet fixe de la ligne 27 desservant les quartiers Saulzet-le-Chaud et Opme | - Beaumont — Place d'Armes                                              | L, Ma, Me, J, V    | 5 à 7 départs par jour.           |

### Vélos en libre service C.vélo

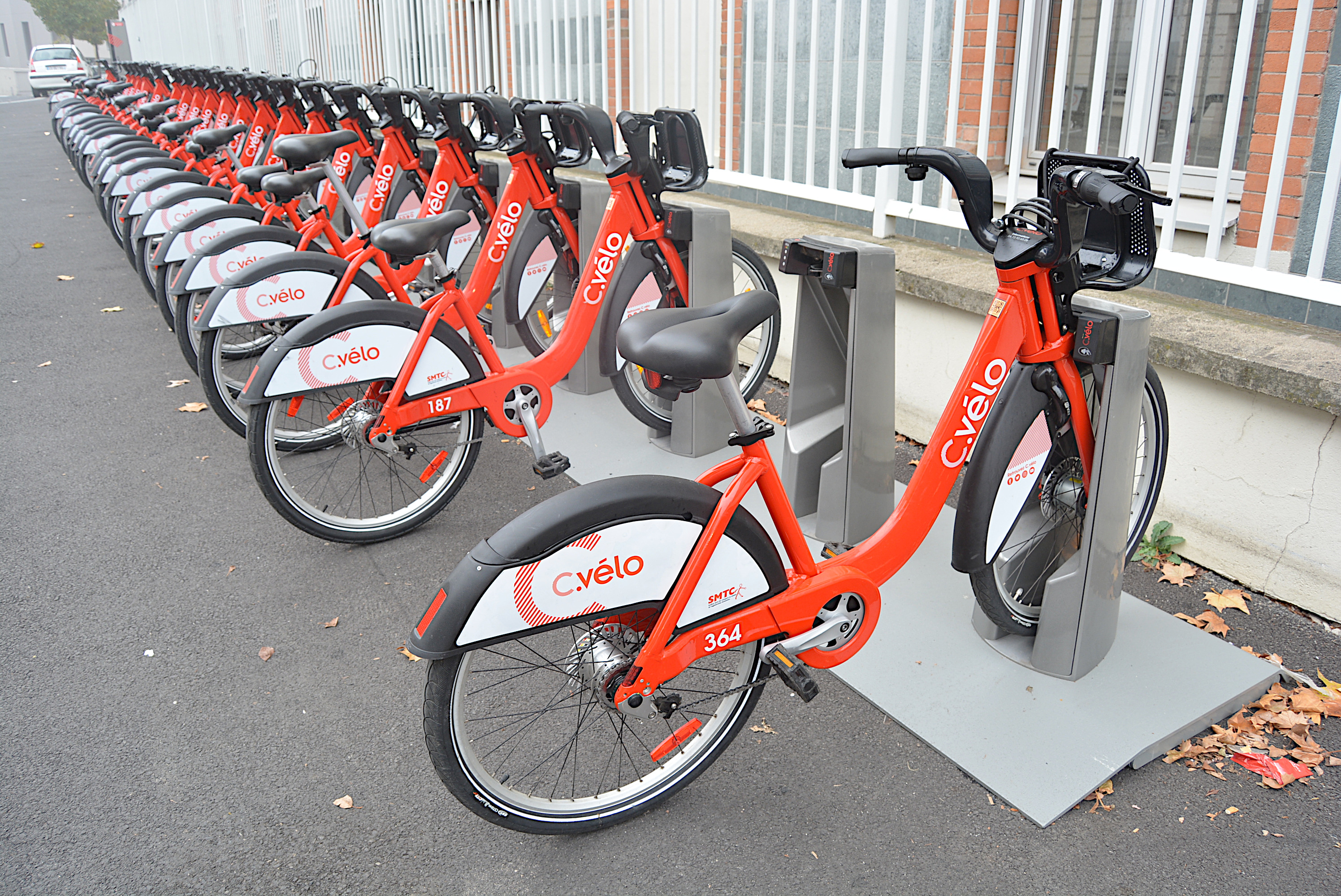
Station C.vélo Les Carmes – Barbusse en 2021.

C.vélo (nom issu de la première lettre de la ville de Clermont-Ferrand et du mot vélo) est le système de vélos en libre-service et de location longue durée de vélos de la ville de Clermont-Ferrand. Mis en place par le SMTC, il a été inauguré le 26 juin 2013 et est exploité par le SMTC en collaboration avec la société Citybike France.
Le service comptait, en 2023, 57 stations en activité pour environ 700 vélos et 18 000 abonnés.

### Le mobilier urbain
Il existe plusieurs variantes de mobilier urbain, dont une est spécifique aux stations de tramway et une autre aux stations de la ligne B.

### Les sites propres

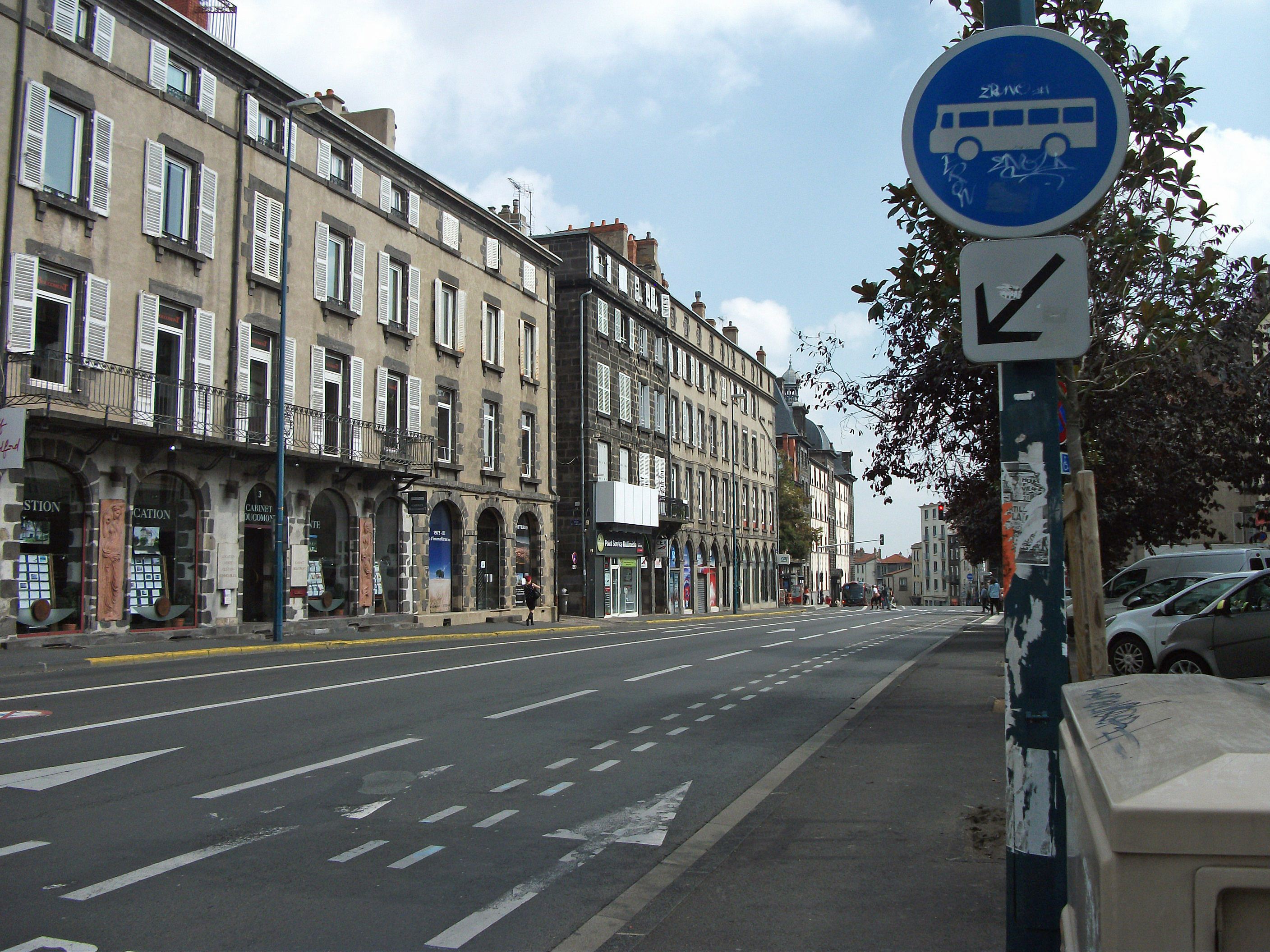
Couloir bus sur la place Hippolyte-Renoux en 2014.

Certaines rues de Clermont-Ferrand et de son agglomération étaient aménagées avec des couloirs bus dès la fin des années 1970. C'est le cas sur le boulevard Desaix dès 1987, sur l'avenue de la République en 1985 et 1990, rue Montlosier ainsi que sur le boulevard Charles-de-Gaulle en 1977 (certains couloirs disparaîtront avec le chantier du tramway). En 2000, sont aménagés les couloirs bus de la rue Blatin et de l'avenue Carnot dans le cadre du projet Léo 2000.

### Les parcs relais
La métropole comptait cinq parcs relais en 2023, permettant la correspondance avec les principales lignes de transport en commun du réseau T2C, pour une capacité totale de 1 400 places.
Deux d'entre eux sont payants : Les Pistes, près de la station du même nom, et Henri-Dunant, près du CHU Gabriel-Montpied. Ceux-ci permettent aux abonnés d'utiliser les transports en commun en utilisant leur abonnement ; les non-abonnés s'acquittent d'un titre spécifique. Leur accès est possible sans restriction les samedis et dimanches au titre de la gratuité du réseau ces deux jours de la semaine.
D'autres parcs relais gratuits existent ; ils ne sont pas soumis à la tarification spécifique et imposent aux voyageurs de disposer d'un titre de transport valide. Outre les parcs Croix-de-Neyrat, La Pardieu Gare et Margeride, assurant la correspondance avec le tramway, d'autres parcs ont été créés assurant une correspondance avec le réseau bus : ligne à haut niveau de service B ou C, ligne régulière (à Durtol et Royat) ou de rabattement (à Cébazat et Gerzat), voire ligne périurbaine (à Pont-du-Château).
Début 2026, la métropole comptera 27 parcs relais totalisant 3 300 places de stationnement ; les plus imposants sont La Pardieu Cristal (quatre niveaux, 194 places), Le Brézet (quatre niveaux, 286 places) et Durtol (71 places) et seront mis en service début 2026 parallèlement à la fin des travaux du projet InspiRe. Ceux-ci seront gratuits à condition de justifier de l'utilisation des transports en commun, sous peine d'une contravention.

### Accessibilité
Avant la loi handicap du 11 février 2005, le SMTC s'engageait à aménager les arrêts pour les personnes à mobilité réduite, depuis fin 2000. Seule la ligne 14 était équipée de véhicules à plancher bas.
En 2005, ont été reçus 15 bus au GNV équipés d'une palette pour les usagers en fauteuil roulant.
La ligne de tramway est entièrement accessible, tout comme les lignes B, C, 3, 4, 8, 9, 10, 12, 20, 21, la Navette Panoramique des Dômes et le bus de nuit BEN.

## Exploitation

### Matériel roulant
En 2022, le réseau T2C comportait 30 rames de tramway (numérotés de 1 à 31, l’une ayant brûlé, il n’en reste que 30). En 2016, le réseau comportait 27 BHNS, 187 bus dont 128 véhicules standard dont 58 fonctionnent au gaz naturel pour véhicules (GNV), 39 bus articulés et 10 minibus, plus 13 véhicules pour le transport à la demande.
Matériel actuel sur le réseau T2C :
| Type      | Modèle                  | Numéros de parc                                                      | Mise en service                |
| --------- | ----------------------- | -------------------------------------------------------------------- | ------------------------------ |
| Tramway   | Translohr STE4 - THR1   | 1 à 26 (la rame no 15 est celle qui a péri dans un incendie en 2009) | 2006 (1 à 20) - 2013 (21 à 26) |
| Tramway   | Translohr STE4 - THR2   | 27 à 31 (dont une pour remplacer la rame détruite)                   | 2019                           |
| Articulés | Heuliez GX 427          | 40 à 43                                                              | juillet 2010                   |
| Articulés | Heuliez GX 437          | 50 à 59                                                              | novembre 2016 à mai 2017       |
| Articulés | Heuliez GX 437 BHNS     | 830 et 831                                                           | décembre 2016                  |
| Articulés | Irisbus Crealis Neo 18  | 801 à 825                                                            | août 2012 à novembre 2013      |
| Standards | Heuliez GX 337          | 760 à 777                                                            | juin 2015 à octobre 2019       |
| Standards | Heuliez GX 327          | 703; 705; 707 à 755                                                  | mai 2006 à novembre 2013       |
| Standards | Heuliez GX 327 GNV      | 144 à 149 et 161 à 167                                               | juillet 2006 à décembre 2013   |
| Standards | Heuliez GX 317 GNV      | 140 à 143                                                            | septembre 2004                 |
| Standards | MAN Lion’s City A21 GNV | 901 à 961                                                            | mars 2017 à février 2021       |
| Midibus   | Heuliez GX 117          | 329 (le bus no 330 a été réformé en 2023)                            | mars 2006                      |
| Midibus   | Heuliez GX 137          | 331 à 338                                                            | octobre 2020                   |

Depuis décembre 2024, une expérimentation de circulation de cinq bus à hydrogène est en cours, pour dix ans, sur les lignes 35 et 36 (Clermont-Ferrand – Lempdes – Pont-du-Château). Quatre d'entre eux sont issus de la reconversion de bus diesel (rétrofit) et un cinquième bus est livré neuf. Six autres bus devraient être livrés en été 2025.

Matériel roulant en service
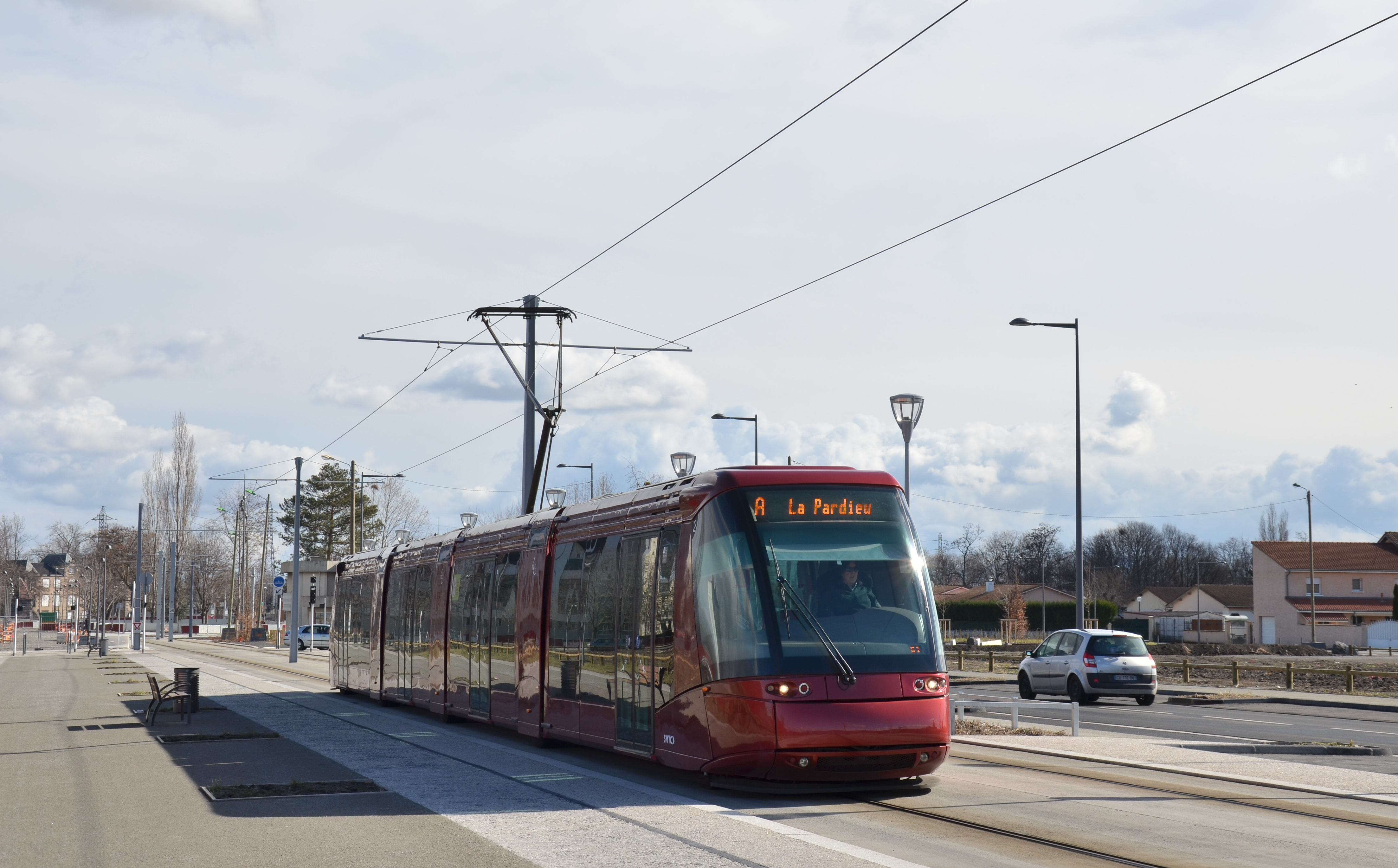
Rame de tramway Translohr STE 4 près du stade Gabriel-Montpied.
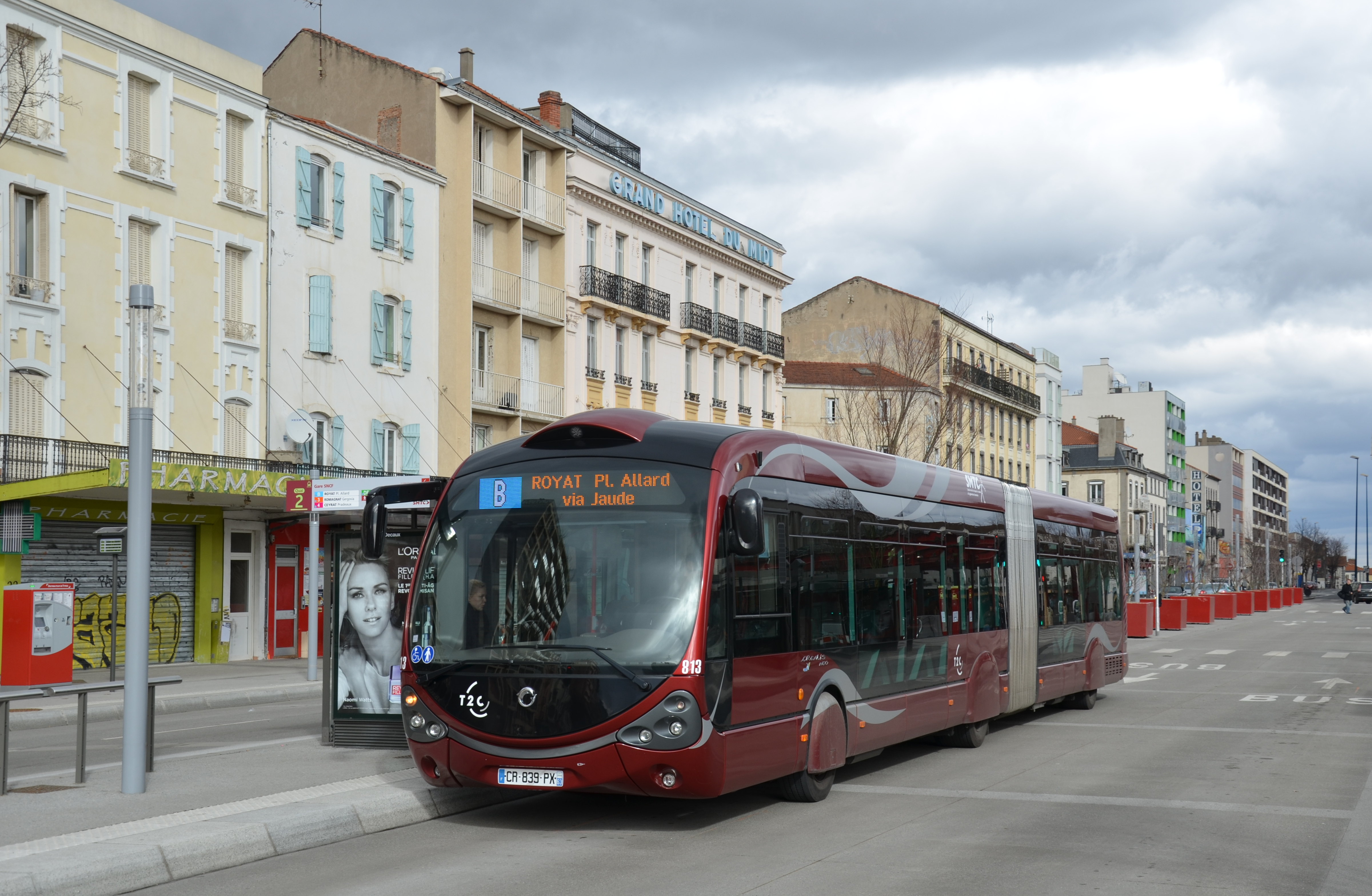
Irisbus Crealis Neo 18 sur la ligne B à la gare (2015).
Heuliez GX 437.
Heuliez GX 437 BHNS.
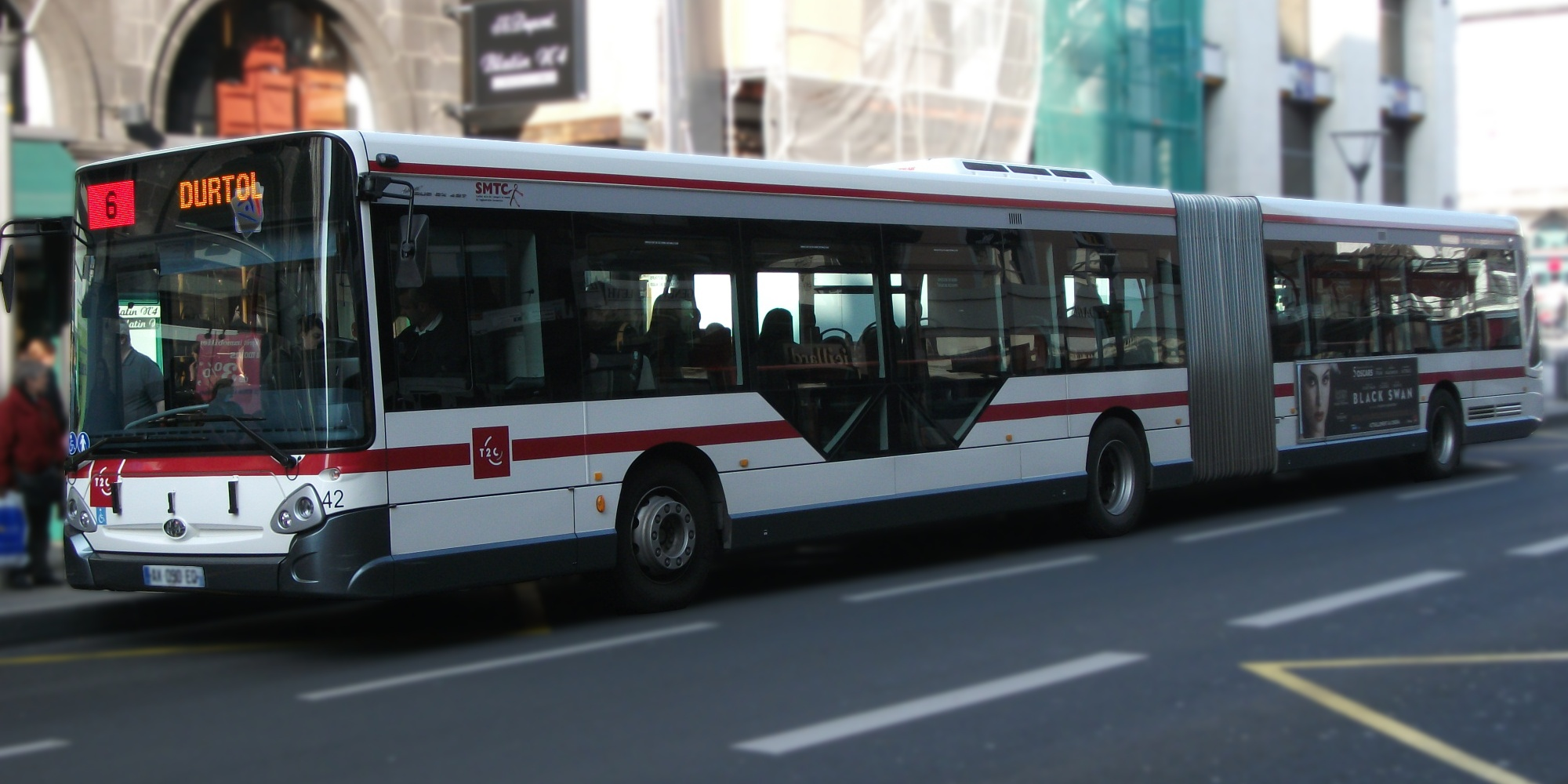
Heuliez GX 427 (ligne 6, rue Blatin, 2011).
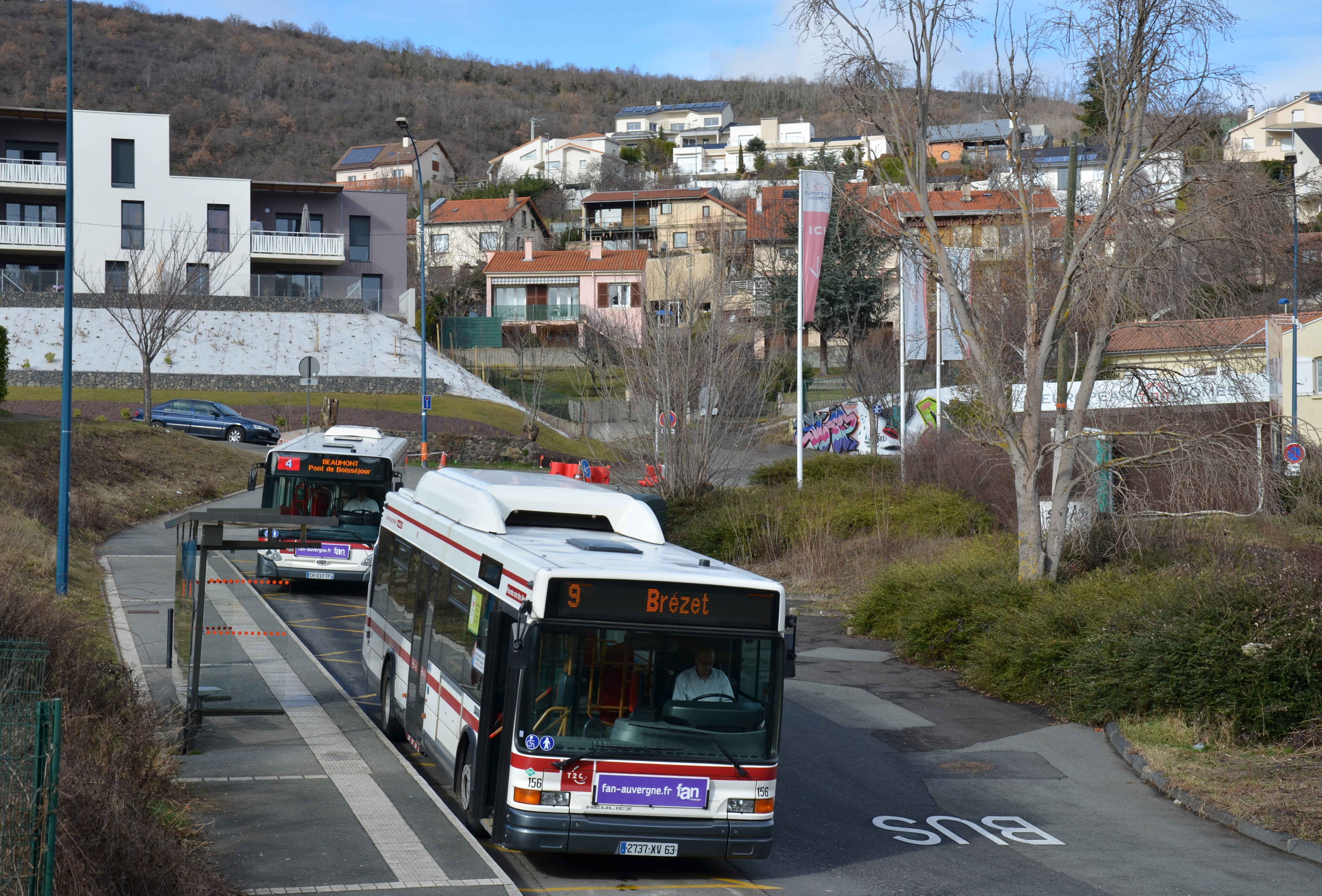
Heuliez GX 317 et 327 (lignes 9 et 4, Trémonteix Charcot, 2015).
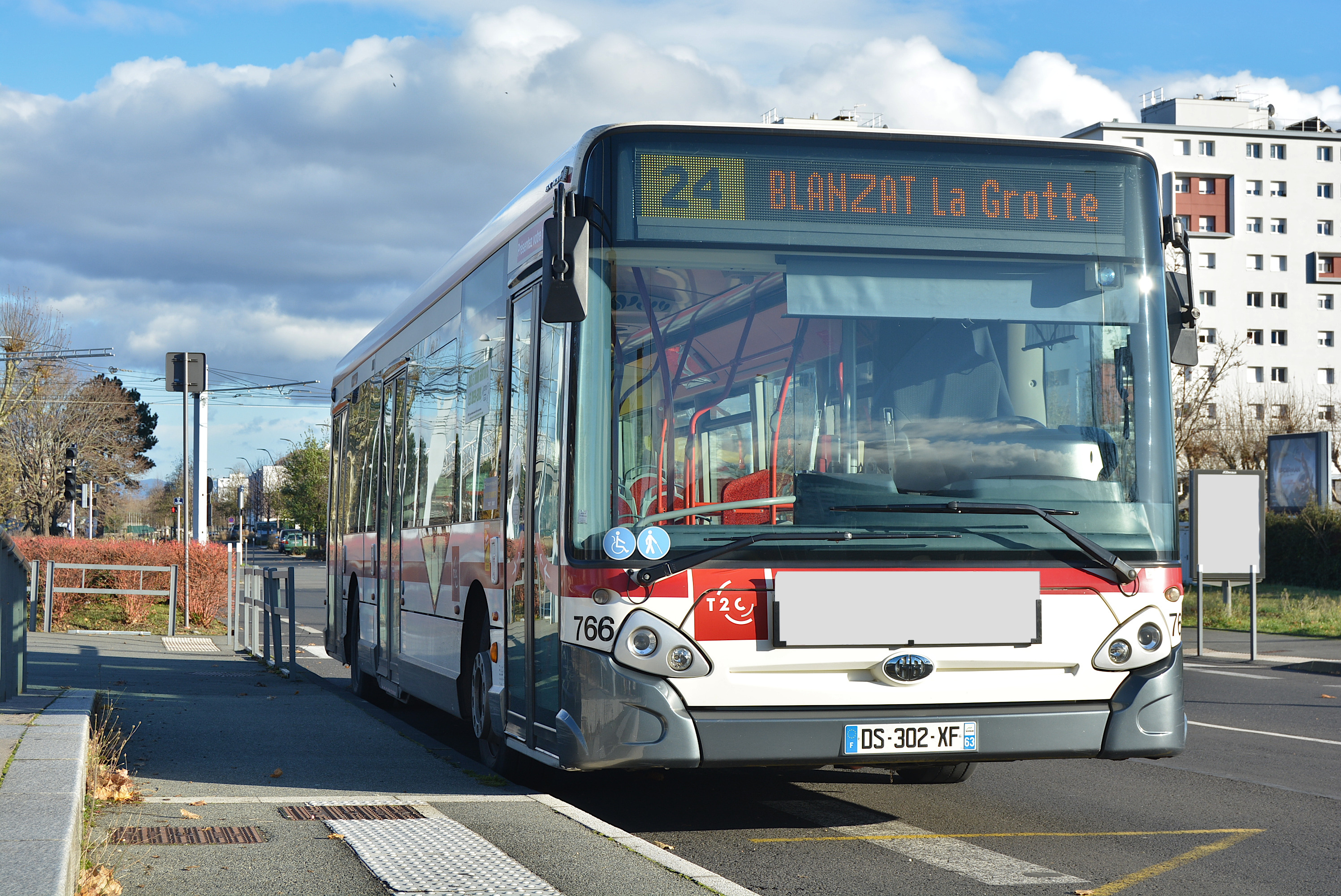
Heuliez GX 337 (ligne 24, Champratel, 2021).
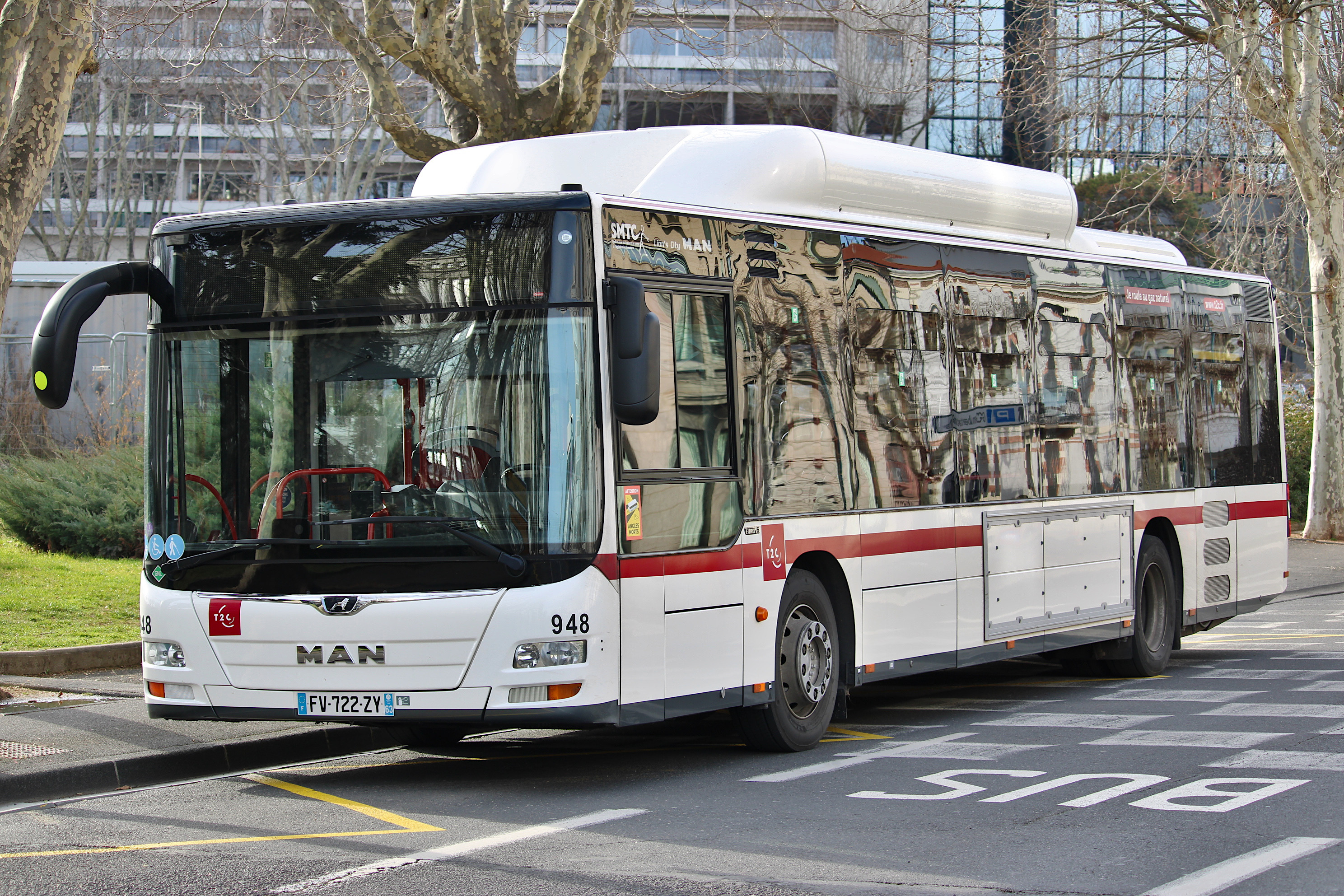
MAN Lion's City GNV (hors service commercial, 2025).
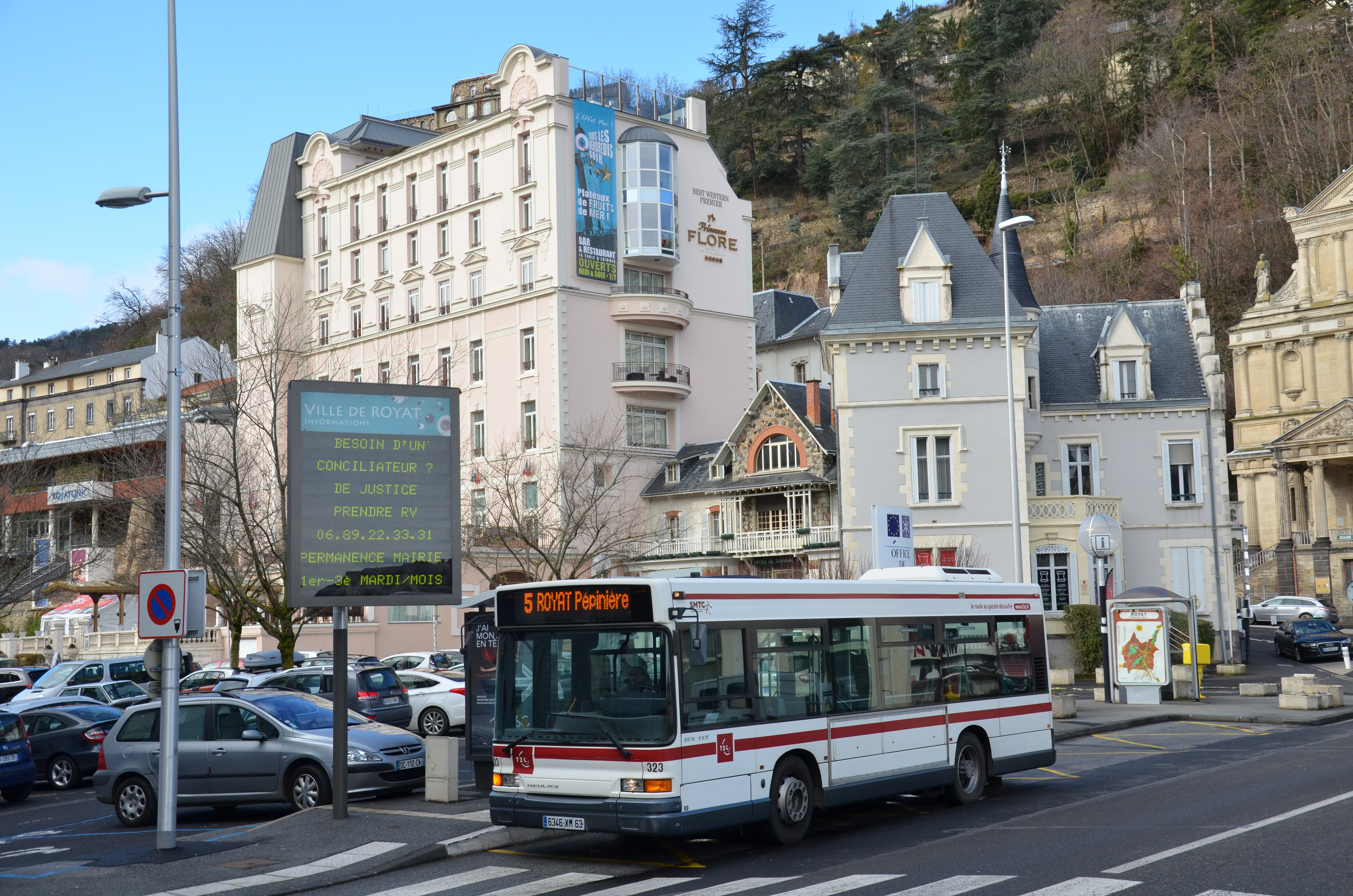
Heuliez GX 117 (ligne 5, Royat Place Allard, 2015).
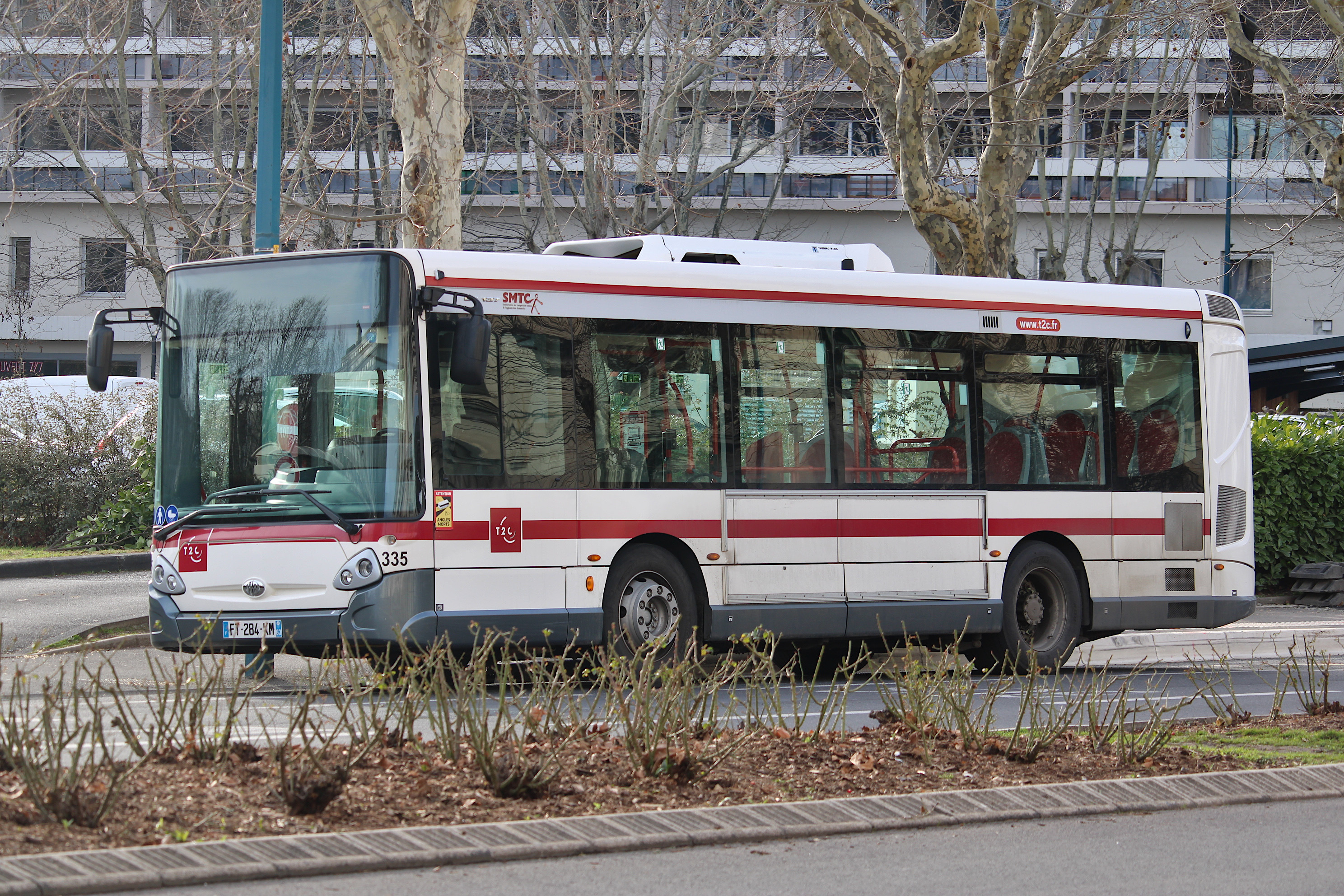
Heuliez GX 137 (hors service commercial, 2025).

Matériel roulant retiré du service
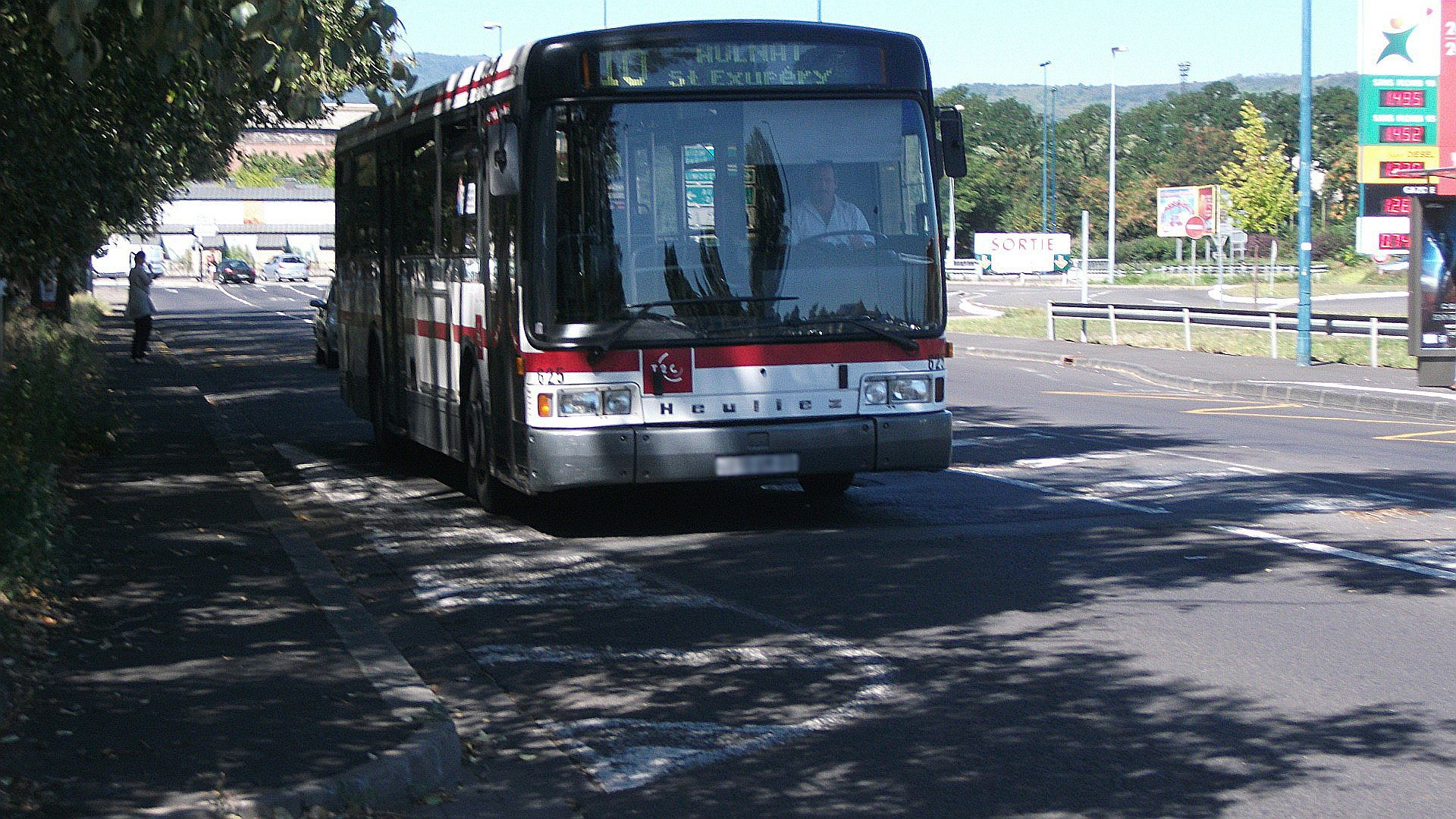
Heuliez GX 107 (ligne 10, 2011).
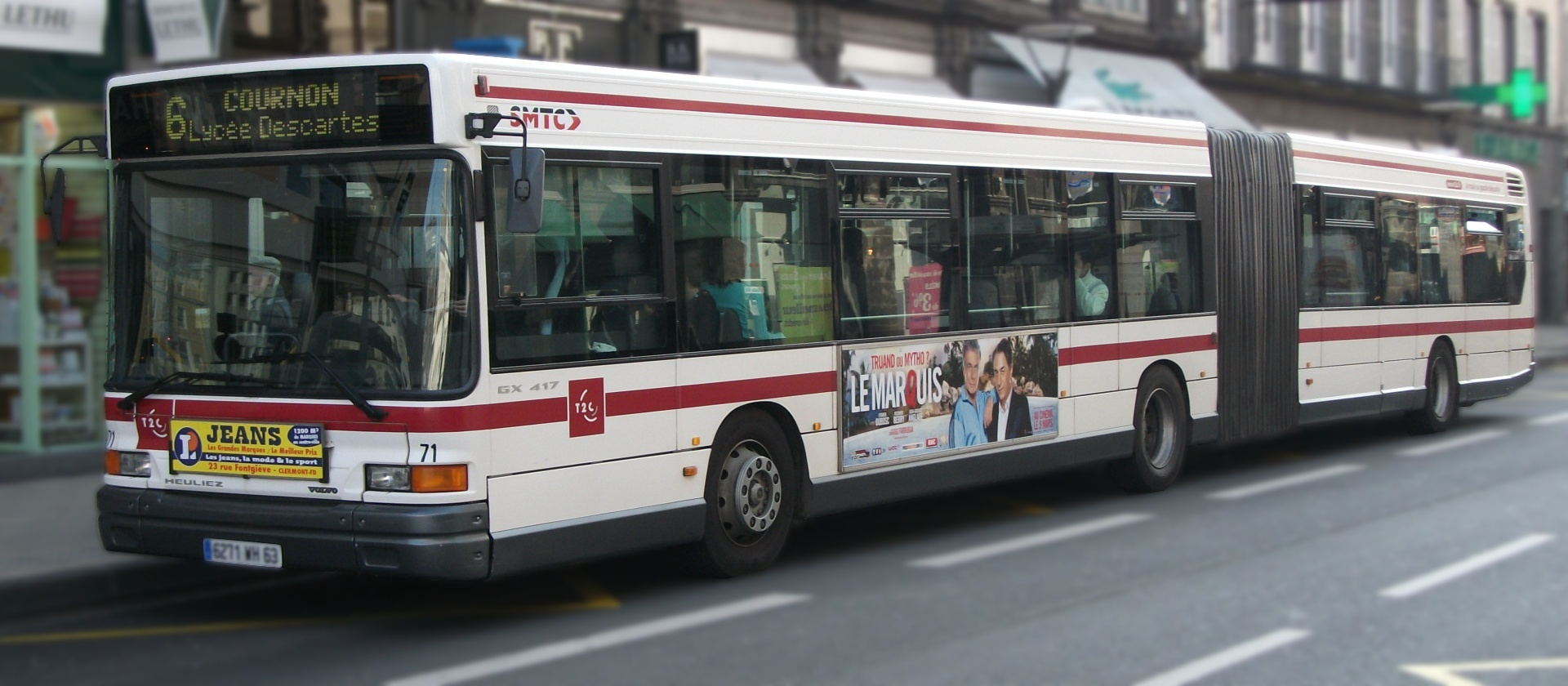
Heuliez GX 417 (ligne 6, rue Blatin, 2011).
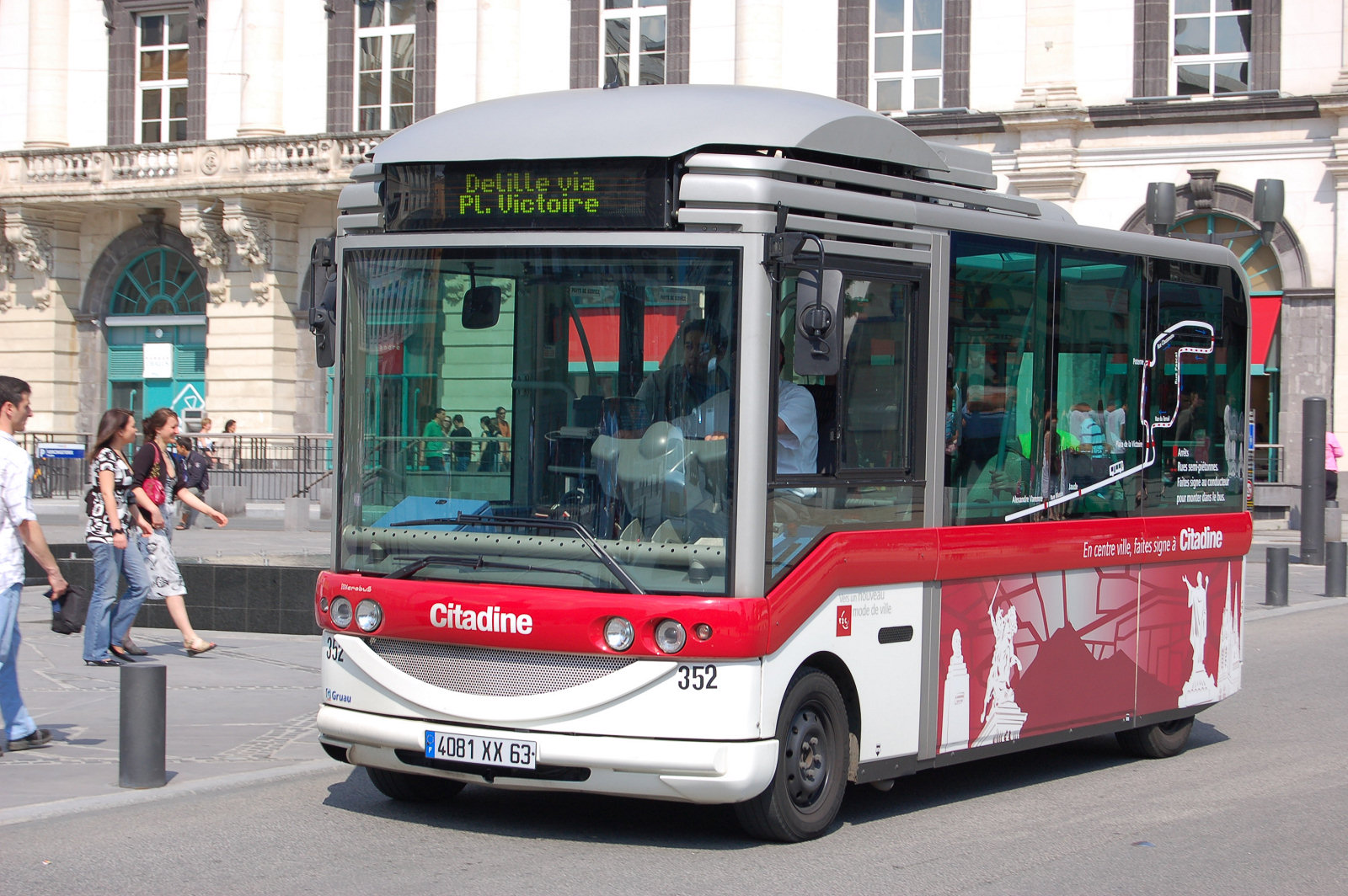
Gruau Microbus (ligne Citadine, place de Jaude, 2007).

### Fréquentation
Globalement, sur l'ensemble du réseau, la fréquentation annuelle est de 32 millions de voyages, dont 18 millions sur le tramway et 14 millions sur les lignes de bus (chiffres de l'année 2016).
En 2016, le service MooviCité a transporté 36 326 personnes à mobilité réduite et 30 752 autres passagers.

### Information voyageurs
Des bornes SAEIV sont présentes dans toutes les stations et rames de tramway et les stations les plus fréquentées des lignes de BHNS (ainsi que les BHNS eux-mêmes) et de bus. Elles affichent les prochains départs et les informations sur d'éventuelles perturbations, modifications ou événements du réseau.
Le site Internet de T2C propose une recherche d'itinéraires (depuis 2005[source secondaire souhaitée]). Le réseau propose aux voyageurs, depuis 2009, la possibilité de connaître les prochains passages des bus et tramways par SMS pour un arrêt et une ligne donnés, et depuis le 27 août 2012, par la technique du code QR[source secondaire souhaitée].
Une application mobile est lancée en 2016 sur les téléphones iOS et Android.[source secondaire souhaitée]

### Les dépôts
Il existe deux dépôts sur le réseau :
- le dépôt de Champratel, situé dans le quartier du même nom au nord de Clermont-Ferrand, utilisé pour le remisage et l'entretien des rames de tramway et d'une partie des bus de T2C ;
- le dépôt de La Pardieu, situé au sud-est de Clermont-Ferrand dans la zone d'activités du même nom, utilisé pour l'autre partie du parc d'autobus. Il abrite également le siège de l'entreprise et du syndicat mixte des transports en commun clermontois (SMTC).

Un nouveau dépôt et centre de maintenance et technique est en construction à Cournon-d'Auvergne ; il accueillera le siège social et les bureaux de T2C. D'une superficie de sept hectares, dont 36 000 m2 de parking, il comprend des panneaux photovoltaïques qui produiront l'équivalent de leur consommation sur un an. Il devrait être livré le 30 septembre 2025, juste avant la mise en service du nouveau réseau pour 2026.

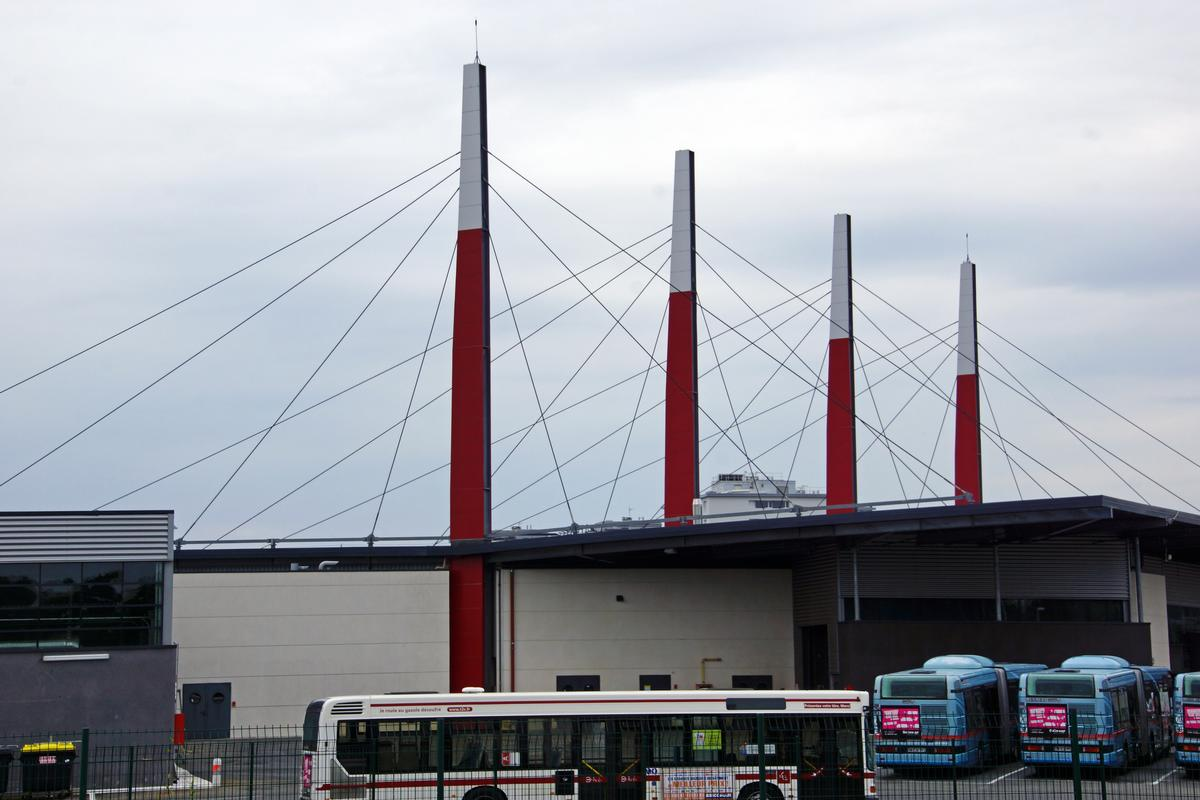
Dépôt de Champratel.
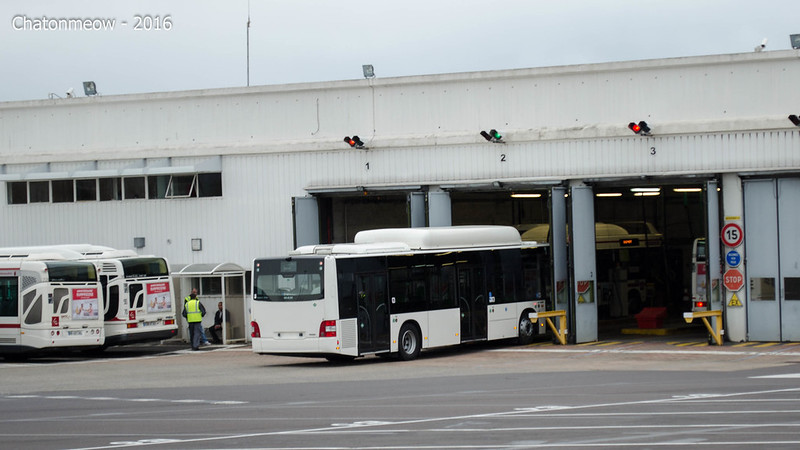
Dépôt de la Pardieu.

### Sécurité
Le réseau T2C, comme tout réseau d'une grande agglomération en France, est sujet à diverses incivilités, surtout dans les quartiers sensibles de Champratel et des Vergnes.
Le 8 novembre 2018, un tramway a vu l'une de ses vitres, pourtant équipée d'un film protecteur de sécurité, voler en éclat à la suite d'un tir effectué via un pistolet à billes par un groupe de jeunes entre les stations Champratel et Les Vergnes. Mis à part une passagère ayant subi un choc psychologique, personne n'a été blessé. Une semaine plus tôt, ce sont des feux de Bengale qui ont été lancés contre le tramway. Les conducteurs de la T2C ont alors fait valoir leur droit de retrait et une plainte a été déposée. Pendant une semaine, aucune circulation de bus ou de tramway n'a été assurée dans le quartier des Vergnes,. Deux mineurs auraient été interpellés par la BAC à la suite des tirs.
En 2022, environ 6 000 comportements inappropriés ont été constatés chaque jour sur la ligne du tramway aux heures de pointe. La voie du tramway est exclusivement réservée au tramway et interdite aux deux roues. Les forces de l'ordre n'hésitent pas à verbaliser de tels comportements dangereux, comme les deux-roues à moteur circulant sur la voie.
En 2021, 578 actes de violences, menaces et injures ont été enregistrées envers le personnel de T2C, en augmentation de 10 % par rapport à 2019, et douze dépôts de plaintes ont été faits durant les mois de janvier et février 2022,. Le 24 mars 2022, une motion conjointe entre le SMTC et la T2C fut adoptée contre les injures, les menaces et les violences.
Les agents de la T2C réalisent ainsi, souvent, des campagnes de préventions et de communications autour des incivilités,.
Le 5 janvier 2022, un partenariat d'une durée de trois ans a été signé entre la police municipale de Clermont-Ferrand et la T2C. Il comprend entre autres des venues des policiers dans les véhicules de la T2C durant leurs patrouilles quotidiennes. Le partenariat est un complément à une convention déjà signée le 25 novembre 2021 avec la préfecture et la justice et d'un Contrat de Sécurité Intégrée le 22 juillet 2021 avec l'État.
Le 24 novembre 2022, Gérald Darmanin, alors ministre de l'intérieur, annonce la création de 77 nouvelles unités pour la sécurisation des transports. Parmi ces nouvelles unités, Clermont-Ferrand fut retenue pour accueillir, au sein de la Police nationale, une des 37 nouvelles brigades de sécurisation des transports en commun (BSTC). D'un effectif compris entre dix et vingt policiers, ils effectueront les mêmes missions que les services interdépartementaux de sécurisation des transports en commun (SISTC),,.

### Certifications
Le réseau a obtenu plusieurs certifications NF Service 281, : pour les lignes A et B depuis 2010, la ligne C depuis 2014, l'espace T2C depuis l'été 2006, le contrôle depuis l'été 2006 et l'information à distance depuis l'été 2008. Prochainement, la ligne 3 sera certifiée.[réf. nécessaire]
Le réseau possède également et ce depuis 2020, la certification ISO 9001:2015,,.

## Tarification
Le prix pour un voyage est de 1,60 euro au 12 novembre 2022. Un ticket de dix voyages coûte 14,40 euros, un ticket 24 heures 5,30 euros, une carte mensuelle 54,80 euros et une carte annuelle 555,60 euros (tarifs en vigueur en 2022). Il existe également des tarifs solidaires et des réductions pour les scolaires, étudiants, jeunes, seniors, groupes, familles et familles nombreuses. Les tickets et cartes d'abonnement permettent de circuler en tramway comme en bus. Les tickets peuvent être achetés dans des automates présents à toutes les stations de tramway et aux stations les plus fréquentées de BHNS. Un ticket autorise des validations illimitées en correspondance sur tout le réseau T2C pendant 1 h 10 au maximum entre la première et la dernière validation.
Au 1er janvier 2023, les prix seront réévalués. Les tickets unitaires resteront au même prix mais les carnets de dix voyages passeront à 15 euros, les abonnements mensuels à 60 euros et les abonnements annuels à 600 euros.
Depuis le 4 décembre 2021, le réseau est gratuit le week-end (sauf les jours fériés de semaine). Cette expérimentation, d'une durée de deux ans, est financée par Clermont Auvergne Métropole, la ville de Clermont-Ferrand et le SMTC (malgré un manque à gagner de 2,1 millions d'euros par an), et vise à réduire l'usage de la voiture ,.
Depuis novembre 2023 une prolongation jusqu'à 2027 des transports gratuits le week-end a été votée en conseil municipal.